# Механическая коробка передач

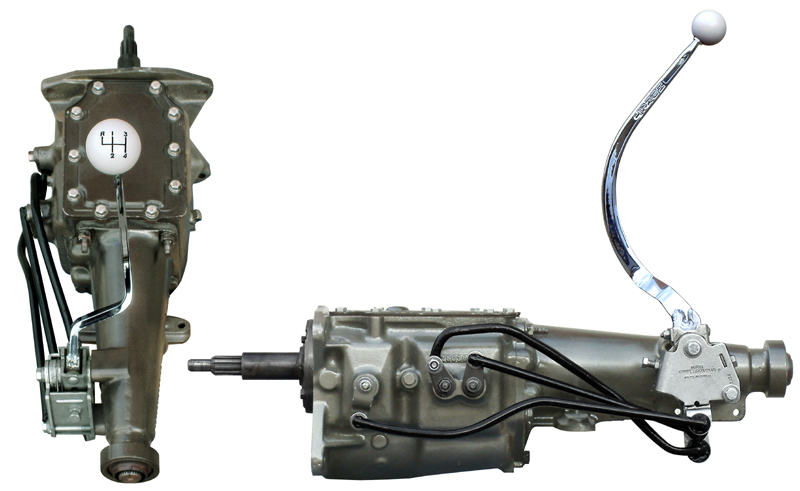
Четырёхступенчатая МКП TopLoader автомобиля фирмы Ford

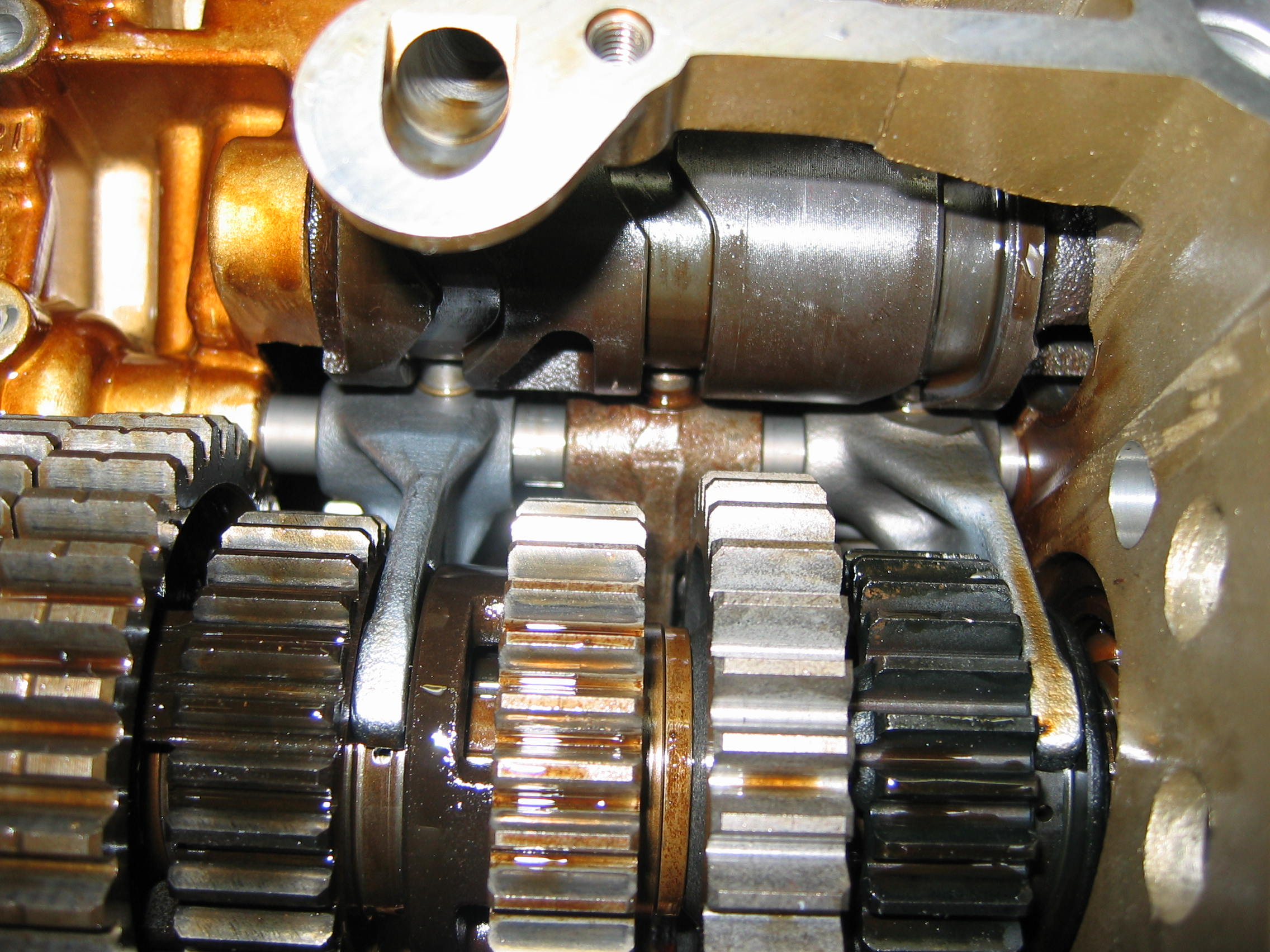
Механическая коробка передач изнутри

Механическая коробка переключения передач (МКПП, МКП) — коробка передач, в которой переключение передач организовано посредством механического привода. Управление работой МКП всегда целиком и полностью возложено на водителя, который на любом транспортном средстве с МКП должен сам за счёт прикладного опыта езды, определять как выбор передачи под текущие условия движения, так и непосредственно осуществлять процесс переключения передач, зачастую параллельно с этим задействуя сцепление.

## Назначение
Используемый на большинстве автомобилей двигатель внутреннего сгорания может работать лишь в достаточно узком диапазоне оборотов, равном, например, 500 — 2100 мин−1 для дизеля ЯМЗ-236 грузовиков МАЗ-500, Урал-4320, 800 —8000 мин−1 для бензинового двигателя легкового автомобиля. Между тем, диапазону скоростей, развиваемых автомобилем при эксплуатации, обычно соответствует частота обращения колёс примерно от 50 до 2500 об/мин (при полностью включенном сцеплении, без учёта его кратковременной пробуксовки, позволяющей автомобилю трогаться с места, когда скорость обращения ведущих колёс «отстаёт» от величины, заданной скоростью обращения коленчатого вала двигателя). Например, у автомобиля ВАЗ-2106 рабочий диапазон оборотов двигателя — примерно 850 — 6000 об/мин, а диапазон частоты обращения колёс — от 60 об/мин (при скорости 7 км/ч, соответствующей движению на первой передаче на холостом ходу) до 1460 об/мин (при максимальной скорости в 154 км/ч; расчёт сделан для радиуса качения колеса, равного 28 см) — диапазон равен 1460 / 60 = 24,(3). Кроме того, при невысоких оборотах развиваемая двигателем мощность мала, а максимальное её значение достигается лишь при оборотах несколько ниже максимальных — так называемых оборотах наибольшей мощности. Величина развиваемого двигателем крутящего момента меняется в меньшей степени, но тоже имеет максимум, достигаемый при оборотах максимального крутящего момента, обычно примерно посередине рабочего диапазона. Таким образом, эти два диапазона принципиально несовместимы друг с другом, то есть, невозможно подобрать какое либо одно передаточное число, при котором будет обеспечиваться необходимый диапазон скоростей обращения колёс, и при этом — в полной мере использоваться рабочий диапазон оборотов двигателя.
Для трогания с места и разгона автомобиля необходимо затратить большую работу в физическом смысле, следовательно — на его колёса требуется подать значительную мощность, которую можно получить лишь при достаточно высоких оборотах двигателя. Между тем, скорость движения автомобиля при трогании с места невысока. То же самое — при движении по бездорожью, когда высокие значения мощности и крутящего момента востребованы при невысокой скорости движения автомобиля.
Отсюда вытекает необходимость в трансмиссии с переменным передаточным числом, позволяющим использовать различные соотношения между скоростями обращения коленчатого вала двигателя и ведущих колёс. Наиболее технически простым способом обеспечения переменного передаточного числа трансмиссии и является использование ступенчатой механической коробки передач — шестерёнчатого редуктора, в котором передаточное число меняется за счёт выбора одной из нескольких пар передающих крутящий момент шестерён с различным передаточным отношением. Отношение между наибольшим и наименьшим передаточными числами трансмиссии в целом называется её силовым диапазоном d или диапазоном регулирования. На легковых автомобилях общего назначения силовой диапазон трансмиссии обычно не превышает 5…6, у внедорожников может достигать 8…9 и более. Более широкий силовой диапазон позволяет для каждого режима работы двигателя подобрать наиболее экономичный и эффективный режим работы трансмиссии.
Низшие передачи (их обычно одна — две), задействованные при выборе которых пары шестерён имеют самые большие передаточные числа (на легковых автомобилях общего назначения обычно от 5:1 до 3,5:1), используются для трогания с места и динамичного разгона, а также постоянного движения с невысокой скоростью и по бездорожью. Даже при больших оборотах двигателя на низших передачах автомобиль будет ехать сравнительно медленно, но при этом в полной мере используются его мощность и крутящий момент, создающий разгоняющую автомобиль избыточную тяговую силу на колёсах (разница между полной величиной тяговой силы и силой сопротивления движению).
Однако превышение определённого критического значения избыточной тяговой силы (его величина зависит от массы, приходящейся на ведущую ось, и коэффициента сцепления между шиной и дорогой) приводит к пробуксовке ведущих колёс. Некоторые автомобили в обычных дорожных условиях даже не могут нормально тронуться с места на первой передаче из-за пробуксовки — обычно это грузовики или внедорожники с очень высокими значениями передаточных чисел низших передач, предназначенных для трогания с места в гружёном состоянии или в условиях бездорожья (на грунтах с высоким сопротивлением), а также большими общими передаточными числами трансмиссии в целом (Урал-375: передаточное число I передачи — 6,17; общее передаточное число трансмиссии на I передаче КПП при включенной низшей передаче в раздаточной коробке — 118). 
Поэтому передаточные числа низших передач подбираются таким образом, чтобы, с одной стороны, обеспечить при трогании с места преодоление максимальной величины сопротивления качению колёс, возможной при допустимых для проектируемого автомобиля условиях эксплуатации (для легкового автомобиля — в условиях грунтовой дороги с повышенным сопротивлением, для внедорожника — на слабонесущих грунтах с высоким коэффициентом сопротивления качению, и т. д.), а также устойчивое движение с минимальной скоростью, а с другой — при нормальных условиях не допустить при трогании с места пробуксовки ведущих колёс.
После трогания и начального разгона на низших передачах целесообразно перейти на более высокую передачу — одну из промежуточных, имеющих передаточные отношения обычно в пределах 2,5:1…1,5:1 (для легковых автомобилей общего назначения). Максимальные скорости, развиваемые на промежуточных передачах, выше, чем на низших, кроме того снижается шум за счёт меньших оборотов двигателя при той же скорости движения, однако приемистость на них хуже. 
Количество промежуточных передач и соотношение между передаточными числами соседних передач характеризуются величиной плотности ряда передач — чем она выше, тем меньше падение оборотов двигателя при переключении между соседними передачами, тем плавнее происходит разгон автомобиля, облегчается работа синхронизаторов. Однако при этом растёт нагрузка на водителя — малейшее изменение условий движения начинает требовать перемены передачи, передачи становятся очень «короткими», а вождение — утомительным.
Высшие передачи, соответствующие которым пары шестерён имеют самые малые передаточные числа (около 1:1 или даже менее) — используются для движения с постоянной высокой скоростью. Двигатель при этом работает в основном с оборотами выше средних, вплоть до максимальных, что соответствует его максимальной мощности, которая как раз и необходима для развития максимальной скорости.
На высшей IV передаче с передаточным отношением 1:1 (прямой, при которой коленчатый вал двигателя напрямую соединяется через первичный вал со вторичным валом коробки передач и присоединённым к нему карданным валом) общее передаточное число трансмиссии будет определяться передаточным отношением редуктора главной передачи — в данном случае 4,1:1. Таким образом, на IV передаче этот автомобиль может двигаться в диапазоне скоростей примерно от 22 км/ч (при минимальных 850 об/мин) до 154 км/ч (при максимальных оборотах), а реально — и в ещё более узком, так как при оборотах, близких к минимальным, мощности двигателя может не хватать даже для равномерного движения, и двигатель будет глохнуть.
На высшей передаче автомобиль не может трогаться с места и двигаться на низкой скорости, зато может передвигаться на скорости вплоть до максимальной при оборотах двигателя, находящихся в приемлемых рамках. Обычная для междугородной трассы скорость в 90-110 км/ч развивается ВАЗ-2106 на IV передаче в диапазоне 3500-4000 об/мин, что соответствует оборотам максимального крутящего момента двигателя и, во-первых, способствует экономии топлива, так как именно данный режим работы двигателя является оптимальным с точки зрения экономичности, а во-вторых — обеспечивает автомобилю запас мощности на случай обгона. При необходимости же более интенсивного ускорения водитель может перейти на промежуточную III передачу, максимальная скорость на которой составляет примерно 120 км/ч.
Напротив, на низшей I передаче с передаточным отношением 3,24:1 общее передаточное число трансмиссии составляет уже 13,284:1, а диапазон скоростей — от 7 до 48 км/ч. На этой передаче машина может трогаться с места, маневрировать на парковке, двигаться в тяжёлых дорожных условиях, при невысокой скорости используя максимальные значения мощности и крутящего момента двигателя, но её максимальная скорость ограничена.
Силовой диапазон трансмиссии ВАЗ-2106, таким образом, равен 3,24 (для позднего варианта с 5-ступенчатой КП и главной парой 3,9:1 — 4,58).
Для переключения между ступенями коробки передач используется сцепление — фрикционная муфта с управлением от педали (как правило), обеспечивающая полное разобщение коробки передач с двигателем, что прекращает передачу через неё крутящего момента и позволяет водителю с приемлемыми затратами сил сдвинуть с места шестерни или муфты переключения передач, тем самым изменяя передаточное число трансмиссии, а также — плавное, безударное подсоединение коробки передач к двигателю, что также позволяет плавно трогаться с места — скорость первичного вала КПП при этом ниже, чем у коленчатого вала двигателя за счёт проскальзывания сцепления до момента его полного включения.
Скорость автомобиля при движении на передаче с заданным передаточным числом i определяется по формуле:
{\displaystyle V_{a}=3,6~\pi Nr_{k}/(30i_{0}i)=0,377Nr_{k}/(i_{0}i)}, где:
- {\displaystyle V_{a}} — скорость автомобиля [км/ч];
- {\displaystyle N} — число оборотов двигателя [об/мин];
- {\displaystyle r_{k}=S/(2~\pi n_{k})} — радиус качения колеса [м];
- {\displaystyle S} — путь, пройденный автомобилем [м];
- {\displaystyle n_{k}} — число оборотов колеса на определённом отрезке пути [шт];
- {\displaystyle i_{0}} — передаточное число главной передачи;

## Основы устройства

### Принцип работы
Принцип работы механической КПП сводится к кинематическому соединению на различных ступенях входного и выходного валов различными комбинациями шестерен с разными передаточными числами.

#### Валы и шестерни
Любая коробка передач представляет собой набор расположенных в едином корпусе (называемом картером) параллельных валов с расположенными на них шестернями.
В трёхвальной коробке передач имеются первичный, вторичный и промежуточный валы.
- Первичный (ведущий) вал через сцепление соединяется с маховиком двигателя.
- Вторичный (ведомый) вал жёстко соединён с карданным валом.
- Промежуточный вал служит для передачи вращения от первичного вала вторичному.

Первичный и вторичный валы расположены последовательно, вторичный опирается при этом на подшипник, установленный в хвостовике первичного. Жёсткой связи они не имеют и вращаются независимо друг от друга. Промежуточный вал расположен под первичным и вторичным валами параллельно им, нередко со смещением вбок. На валах находятся блоки шестерён. Чтобы уменьшить шумность работы, шестерни обычно делают косозубыми.
На первичном валу находится ведущая шестерня, приводящая промежуточный вал в движение. На промежуточном валу расположен блок промежуточных шестерён, шестерни которого как правило жестко соединены с промежуточным валом и часто изготавливаются как единое целое с ним. На вторичном валу расположены ведомые шестерни, которые могут либо находиться на продольных шлицах вала и свободно перемещаться по ним в продольном направлении (скользящие шестерни), либо свободно вращаться на нём (шестерни постоянного зацепления), в этом случае их продольное перемещение исключено, а передача включается путём присоединения шестерни к валу скользящей на его шлицах муфтой включения передач, часто снабженной механизмом, выравнивающим угловые скорости вала и шестерни — синхронизатором. В несинхронизированных КП спортивных автомобилей или спецтехники для этой же цели часто используются кулачковые муфты.
В двухвальной коробке передач имеются только первичный (ведущий) и вторичный (ведомый) валы, а крутящий момент передаётся непосредственно с шестерён первичного вала на шестерни вторичного. Скользящие шестерни и/или шестерни постоянного зацепления со скользящими муфтами включения (зубчатыми либо кулачковыми) могут располагаться как на первичном, так и на вторичном валу.
Изредка для передачи вращения с первичного или промежуточного вала на вторичный вместо пар шестерён могли использоваться многорядные бесшумные зубчатые цепи Морзе или Рейнольда, что особенно широко практиковалось на дорогих автомобилях до повсеместного введения малошумных косозубых шестерён постоянного зацепления. При этом одна из звёздочек цепного привода выполнялась как единое целое с валом, а связанная с ней цепью вторая (обычно — расположенная на вторичном валу) могла быть зафиксирована на своём валу при помощи зубчатой либо кулачковой муфты, при этом цепь начинала передавать крутящий момент.

#### Переключение передач
Между шестернями ведомого вала расположены муфты включения передач (или шлицевые муфты). В отличие от шестерен, они закреплены на валу и вращаются вместе с ним, но могут двигаться вдоль его оси (вперёд-назад).
По числу муфт включения (или скользящих шестерён, если они использованы в конструкции вместо муфт) разделяют коробки передач двухходовые, трёхходовые, и так далее. Так, у трёхходовой коробки передач имеются три муфты включения, каждая из которых может блокировать на валу по две шестерни, соответствующие определённой передаче — то есть, у трёхходовой коробки передач может быть от 4 до 5 передач переднего хода (плюс задний ход). Четырёхходовая коробка может иметь 6, 7 (плюс задний ход) или 8 передач (без заднего хода) — последний вариант обычно применяется в сельхозтехнике, где задний ход обеспечивается отдельным реверс-редуктором.
На сторонах шестерён вторичного вала, обращённых к муфтам включения передач, имеются зубчатые венцы. Такой же венец имеет задний торец ведущего вала. Ответные зубчатые венцы находятся на муфтах включения.
При движении рычага переключения передач, при помощи специального привода через ползуны приводятся в движение вилки переключения передач, которые могут перемещать муфты включения в продольном направлении. Специальный блокирующий механизм (замок) при этом не допускает одновременного включения двух передач. Замок фиксирует два ползуна в нейтральном положении при движении третьего (в трехходовой КП), что исключает одновременное включение двух передач.
Когда муфта включения движется в направлении шестерни нужной передачи, их зубчатые венцы встречаются, и муфта включения, которая вращается вместе с валом, соединяется с шестернёй передачи, блокируя её. После этого они вращаются вместе, и коробка передач начинает передавать вращение от двигателя на главную передачу через карданный вал.

#### Синхронизаторы
Для безударного включения передач в КП используются синхронизаторы, уравнивающие окружную скорость шестерни и муфты включения и не дающие муфте заблокировать шестерню, пока их скорости не сравняются. Так как этот процесс занимает время порядка миллисекунд, без применения специальных приборов обнаружить сопротивление синхронизатора перемещению муфты при переключении передач невозможно — водитель его просто не успевает ощутить (см. также раздел «Синхронизированные и несинхронизированные МКП»).

#### Пример
Ниже схематично рассмотрена работа трёхвальной, трёхходовой четырёхступенчатой МКП заднеприводного легкового автомобиля, с шестернями постоянного зацепления и синхронизаторами на передачах переднего хода и скользящей шестернёй заднего хода. 1, 2, 3, 4, R — шестерни соответствующих передач, неподвижно закреплённые на промежуточном валу.
Цвета:
- Ведущий (первичный) вал — оранжевый
- Ведомый (вторичный) вал — жёлтый
- Промежуточный вал — серый
- Вал заднего хода и соответствующий ползун — зелёный
- Ползун включения III—IV передач — фиолетовый
- Ползун включения I—II передач — голубой

N — нейтральная передача: ни одна из муфт не зацеплена ни с одной шестернёй, первичный и промежуточные валы вращаются, вторичный в покое.
I передача: муфта первой-второй передач (ярко-голубой на илл.) блокирует шестерню первой передачи на вторичном валу; вращение передаётся сначала единственной шестернёй первичного вала на промежуточный, а с него — через шестерню первой передачи на вторичный вал, и далее на трансмиссию.
II передача: та же муфта перемещается и блокирует шестерню второй передачи;
III передача: муфта первой-второй передач в нейтральном положении; муфта третьей-четвёртой (фиолетовый на илл.) блокирует шестерню третьей передачи на ведомом валу, вращение передаётся с первичного вала на промежуточный, а с него через шестерню третьей передачи — на вторичный.
IV передача: муфта первой-второй передач в нейтральном положении; муфта третьей-четвёртой передач блокирует венец первичного вала, благодаря чему первичный и вторичный валы вращаются как единое целое. Промежуточный вал не задействован (но продолжает обращаться, так как постоянно зацеплен с первичным).
Такая передача, при которой вращение передаётся непосредственно с первичного вала на вторичный в обход шестерён промежуточного вала, всегда имеет одно передаточное отношение — 1:1, и называется прямой передачей, так как крутящий момент передается напрямую от первичного вала на вторичный. Этот режим работы КП является выгодным, так как уменьшаются потери и износ.
R — задний ход: муфты в нейтральном положении; скользящая шестерня заднего хода, вращающаяся на своём собственном валу, входит в зацепление с соответствующей шестернёй промежуточного вала и с шестернёй ведомого вала (шестерня промежуточного вала с шестернёй ведомого вала не образуют зацепления), образуется нечетное число зацепляющихся пар (три пары), благодаря чему вторичный вал крутится в направлении, противоположном направлению вращения первичного вала.

### Двухвальные и трёхвальные МКП

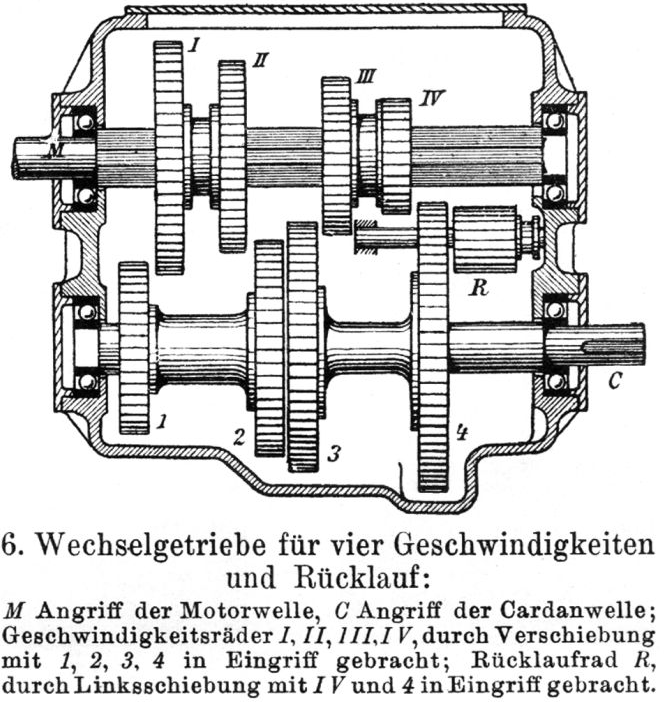
Двухвальная четырёхступенчатая несинхронизированная коробка передач со скользящими шестернями. В отличие от современных конструкций, её шестерни не находятся в постоянном зацеплении: шестерни первичного вала (верхний) могут скользить вдоль него, вступая в зацепление с неподвижно закреплёнными на своём валу шестернями вторичного. 1911 год, Германия.

Наиболее ходовыми являются две конструкции МКП — двухвальные и трёхвальные, по числу имеющихся в них валов.
В двухвальной КП крутящий момент передаётся непосредственно с шестерён соединённого с маховиком двигателя первичного (ведущего) вала на шестерни расположенного параллельно ему вторичного (ведомого). При этом коробка передач получается простой и компактной, но на всех передачах для передачи крутящего момента задействованы шестерни, что снижает КПД трансмиссии при движении на высшей передаче — правда, ценой некоторого его повышения на промежуточных благодаря меньшему количеству задействованных в передаче крутящего момента деталей. Главное же преимущество таких КП — возможность компоновочно объединить двигатель и всю трансмиссию автомобиля в единый компактный силовой агрегат. Таковы коробки передач тяжелых мотоциклов (отечественных «Урал» и «Днепр»), практически всех автомобилей с заднемоторной компоновкой и передним приводом.

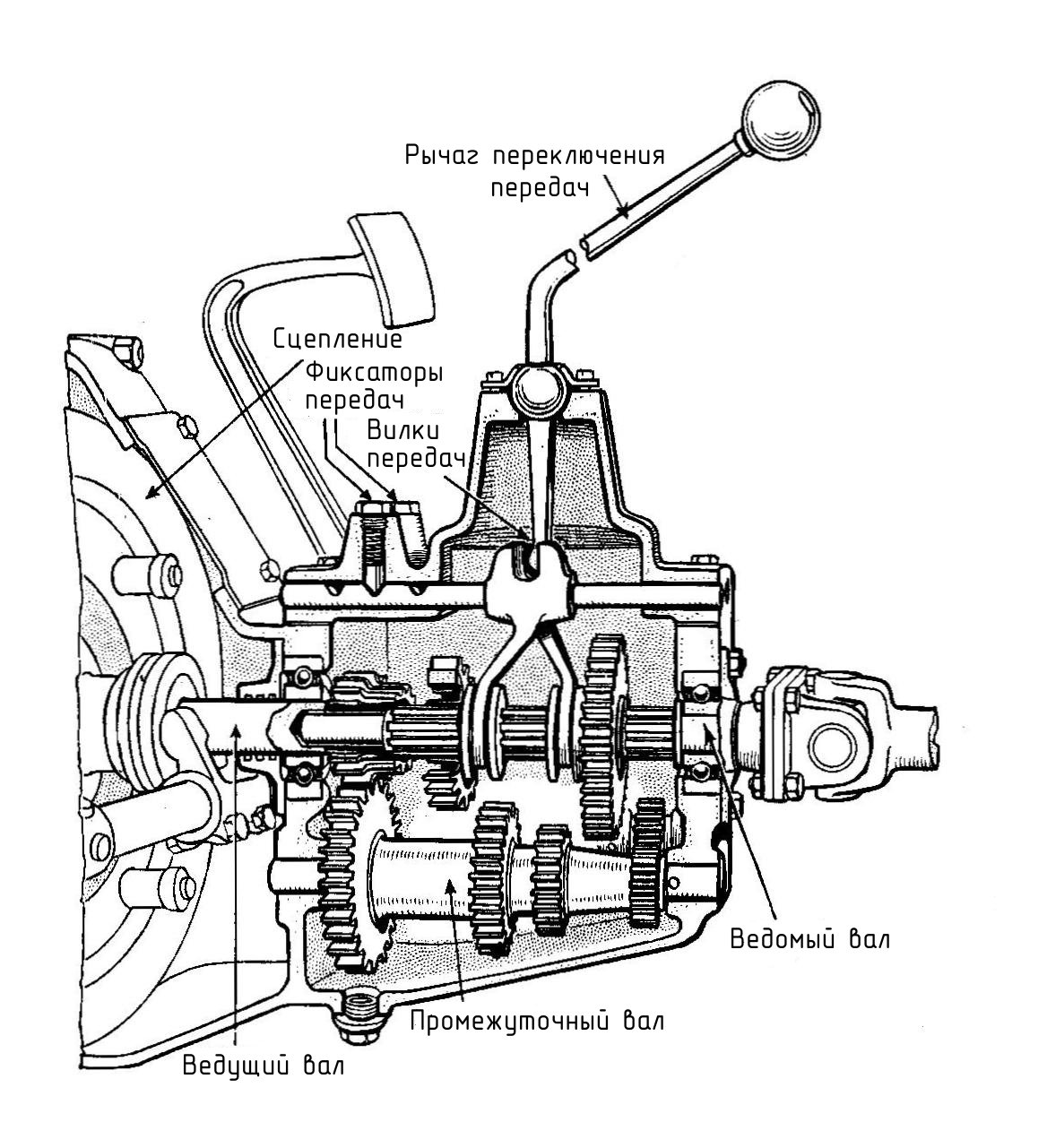
Трёхвальная трёхступенчатая несинхронизированная МКПП со скользящими шестернями. Прямая третья передача включается перемещением шестерни II—III передач вперёд, что объединяет ведущий и ведомый валы в единое целое. Промежуточный вал при этом продолжает вращаться, но его шестерни в передаче крутящего момента не участвуют.

В трёхвальной коробке передач крутящий момент сначала парой шестерён передаётся с первичного вала на расположенный параллельно ему промежуточный, а уже с его шестерён — на шестерни расположенного соосно с первичным выходного вала. Такая КП получается более тяжёлой и габаритной, но в ней может быть реализована прямая передача, на которой крутящий момент передаётся без посредства шестерён, с первичного вала сразу на выходной, за счёт объединения их в одно целое скользящей зубчатой муфтой. Ещё одно преимущество трёхвальной КП — возможность достижения намного больших передаточных чисел и в целом более широкого силового диапазона.
В настоящее время большинство легковых автомобилей, в особенности — переднеприводных, имеет двухвальные коробки передач, в то время, как на грузовиках и внедорожниках по-прежнему наиболее распространены трёхвальные.
На современных автомобилях в целях повышения компактности могут также использоваться трёх- и четырёхвальные коробки передач, по принципу работы соответствующие двухвальной — без промежуточного вала, с передачей вращения с первичного вала сразу на один из нескольких вторичных. Как правило эти коробки передач имеют не менее 6 передач переднего хода, например — VW 0A5. В них крутящий момент передаётся с первичного вала на главную передачу через первый, второй и третий вторичные валы, концевые шестерни которых постоянно зацеплены с шестернёй главной передачи. Такие коробки передач отличаются малой длиной, благодаря чему хорошо вписываются в плотно скомпонованное подкапотное пространство передне- и полноприводных автомобилей с поперечным размещением силовых агрегатов.

### Синхронизированные и несинхронизированные МКП
Первые коробки передач представляли собой очень простые по устройству прямозубые шестерёнчатые редукторы, изменение передаточного числа в которых осуществлялось за счёт продольного перемещения шестерён, скользящих на продольных шлицах валов. При включении передачи одну из шестерён сдвигали вдоль вала, при этом её зубья входили в зацепление с зубьями соответствующей ответной шестерни, шестерни вступали друг с другом в зацепление и начинали передавать крутящий момент. Для того, чтобы зубчатые венцы шестерён вошли в зацепление, необходимо, чтобы их окружные скорости были хотя бы примерно одинаковыми. Однако окружные скорости пары обеспечивающих передачу крутящего момента шестерён в момент включения передачи обычно не совпадают, так что попытка просто переместить их зубчатые венцы друг навстречу другу вплоть до контакта приведёт к сильному удару в трансмиссии, сопровождающемуся характерным скрежетом и очень быстрым износом зубцов. Поэтому водителю приходилось, действуя педалью акселератора и используя специальные приёмы работы со сцеплением, грубо выравнивать окружные скорости шестерён, при умелом исполнении чего они в нужный момент бесшумно и безударно входили в зацепление друг с другом.

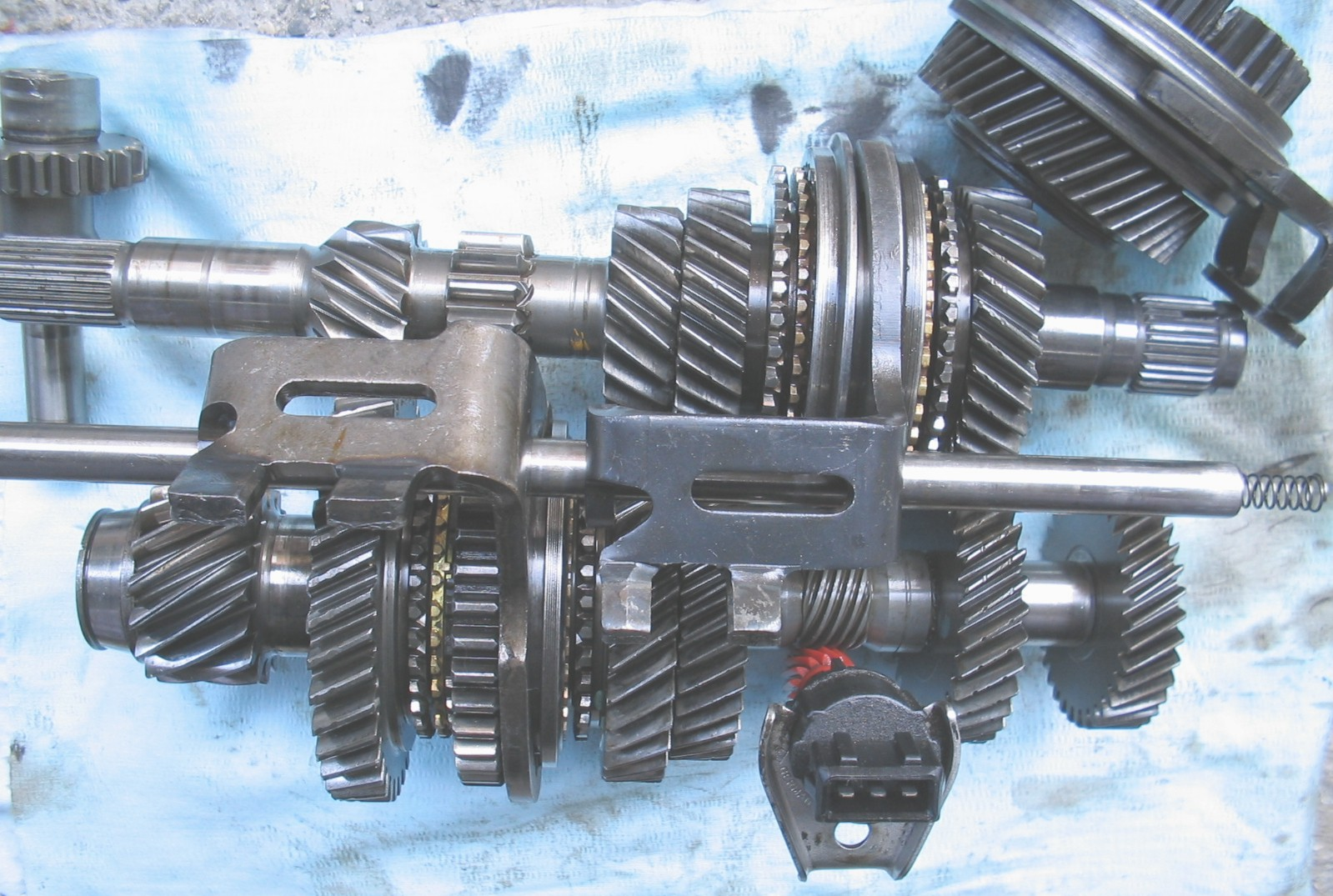
Валы и шестерни полностью синхронизированной пятиступенчатой механической коробки передач.

Для грубого выравнивания окружной скорости шестерён при переключении передач служит способ, называемый «двойным выжимом»: для переключения между низшей и высшей передачей сначала выжимают педаль сцепления, выключают передачу (коробка в «нейтрали»), отпускают сцепление — при этом обороты первичного вала уравниваются с оборотами двигателя — а затем снова нажимают на его педаль и включают нужную передачу. При переключении с высшей передачи на низшую применяют «двойной выжим с перегазовкой» — последовательность действий та же, но когда коробка передач находится в нейтрали и при включенном сцеплении производят «перегазовку» — нажимают на педаль акселератора, доводя обороты коленчатого вала двигателя и связанного с ним первичного вала коробки передач до примерно соответствующих оборотам трансмиссии и связанного с ней вторичного вала. Сила «перегазовки» зависит от включаемой передачи (точнее — оборотов двигателя на ней). На современном легковом автомобиле эти умения тоже могут пригодиться — например, помогут переключать передачи при выходе из строя сцепления или необходимости резкого торможения двигателем при отказавшей рабочей тормозной системе.
Впоследствии на смену прямозубым скользящим шестерням пришли бесшумные косозубые шестерни постоянного зацепления, которые из-за косого рисунка зубьев невозможно было в процессе работы коробки передач временно вывести из зацепления — при включенном сцеплении они всегда находятся во вращении, хотя и не всегда участвуют в передаче крутящего момента. Включение передач при этом стало осуществляться при помощи отдельных от шестерён скользящих зубчатых муфт, вращающихся вместе с валом и способных перемещаться вдоль него, в крайних положениях фиксируя на нём ту или иную из соседних шестерён. При включении передачи соответствующая ей зубчатая муфта смещается из нейтрального положения в одно из крайних и фиксирует соответствующую шестерню на валу, переходя на выполненный как одна деталь с этой шестернёй зубчатый венец с прямыми зубьями. Этот зубчатый венец, как и сама зубчатая муфта, служит не только для включения передачи, но и участвует в передаче крутящего момента. Это несколько облегчило работу водителя благодаря снизившемуся усилию на рычаге (усилие сдвига муфт намного меньше, чем самих шестерён, передающих крутящий момент), но не избавило его от вышеописанных приёмов.
На некоторых спортивных автомобилях и мотоциклах с несинхронизированными МКП передачи обычно переключают без выжима сцепления, что требует от водителя большого опыта (необходимо на уровне автоматизма достаточно точно «подгадывать» необходимые в момент переключения обороты двигателя).
На легковых автомобилях полностью несинхронизированные МКП применялись в основном до середины 1930-х… конца 1940-х годов (в практике советского автомобилестроения — ГАЗ-А, М-1, ранние серии «Победы», «Москвич-400»), после чего на большинстве новых моделей стали синхронизированными хотя бы высшие передачи переднего хода.
Однако на тяжёлых грузовиках и тракторах, КП которых имеют большое количество передач — иногда до двух десятков — установка синхронизаторов технически очень сложна, так как значительно увеличивает габариты, стоимость и массу КП, а кроме того — резко снижает долговечность, так как синхронизаторы являются одним из наиболее изнашивающихся элементов МКП. Управляющие такими машинами водители-профессионалы специально обучены осуществлять переключение передач на несинхронизированной КП.
Кроме того, несинхронизированные МКП иногда используют на современных спортивных автомобилях и мотоциклах по двум причинам: во-первых, опытный водитель переключает не синхронизированные передачи быстрее (с меньшей задержкой), а во-вторых (что более важно), такие коробки более живучи при характерных для спорта высоких нагрузках. Правда, в них обычно используется кулачковый механизм выбора передач (шестерни фиксируются на валу не зубчатой, а кулачковой муфтой) и секвентальное управление, несколько облегчающее работу водителя. Кулачковые коробки с секвентальным механизмом управления используются и на большинстве мотоциклов.
В синхронизированной МКП специальные устройства — синхронизаторы — не дают включающей муфте перейти с одной шестерни на другую, пока их скорость не выравняется, а также обеспечивает выравнивание их окружных скоростей.

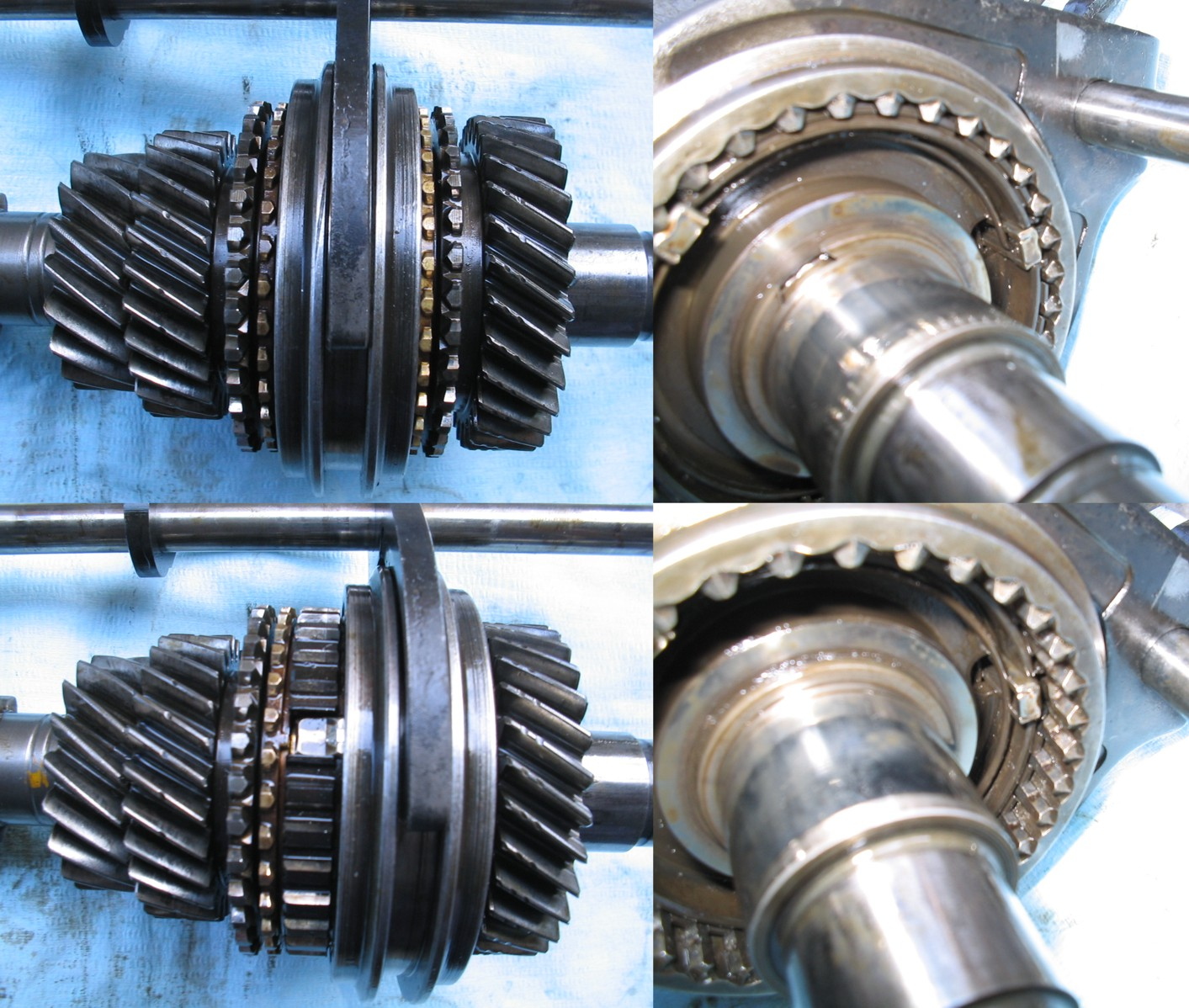
Конусные синхронизаторы (зубчатые венцы двух блокирующих колец видны по бокам от муфты включения, они имеют желтоватый отлив). На верхних фото муфта в нейтральном положении, видны оба блокирующих кольца, зубчатые венцы которых не дают муфте перейти на зубчатые венцы шестерён. На нижних фото муфта смещена в сторону задней шестерни, включив одну из передач, виден один из сухарей, передающих усилия от муфты на кольца синхронизаторов.

Простейший конусный синхронизатор (типа Borg-Warner) представляет собой бронзовое блокирующее кольцо, расположенное на валу между зубчатым венцом шестерни соответствующей передачи и скользящей муфтой включения. Кольцо имеет внутреннюю коническую поверхность, обращённую в сторону шестерни, и зубчатый венец, обращённый в сторону муфты. На конической поверхности выполнена резьба, предназначенная для прорезания масляной плёнки. Материал блокирующего кольца отличается износостойкостью и высоким коэффициентом трения. Оно соединено со скользящей муфтой при помощи сухарей таким образом, что её перемещение вдоль вала вызывает перемещение соответствующего блокирующего кольца в том же направлении.

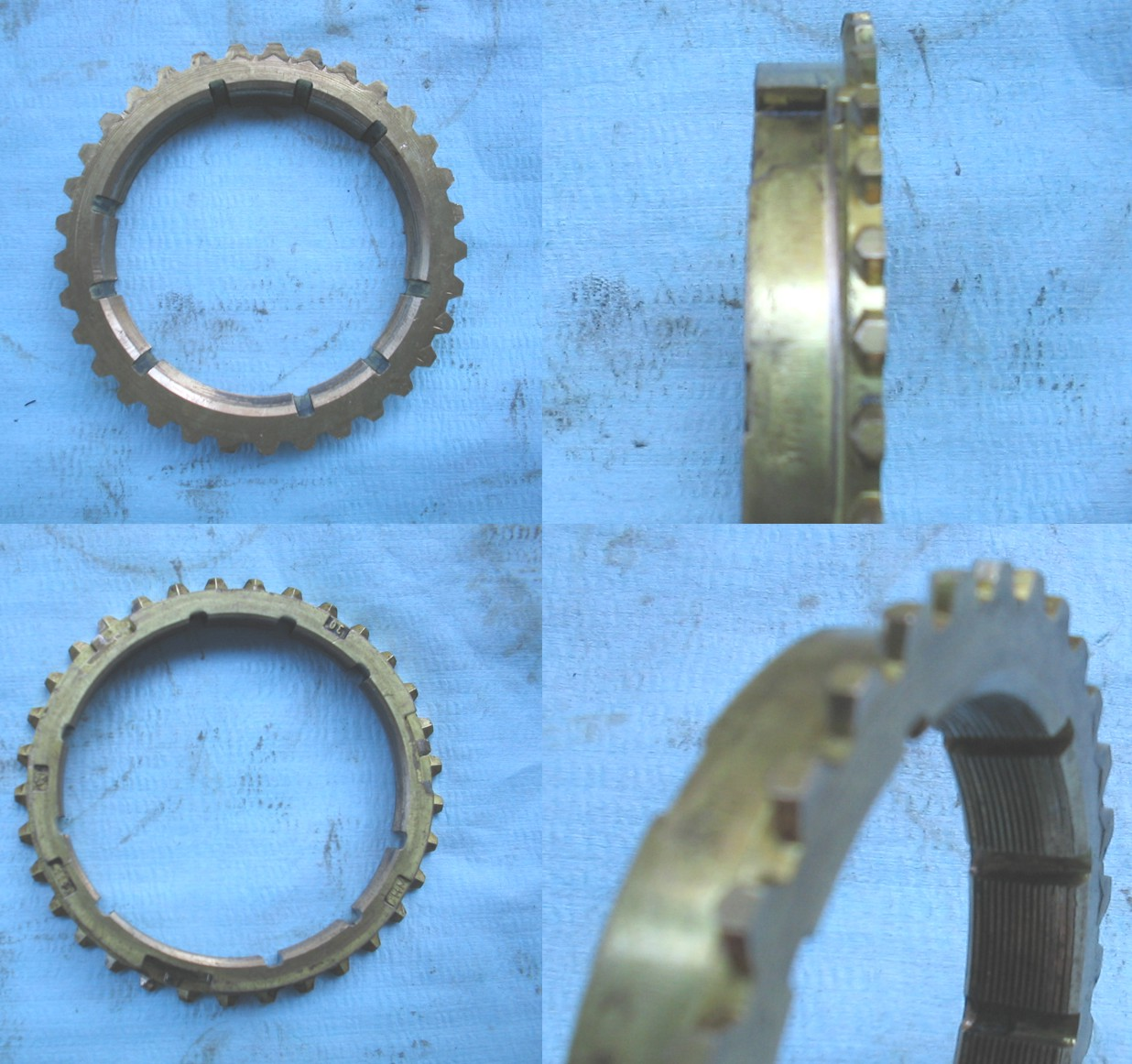
Блокирующее кольцо синхронизатора. Хорошо видны зубчатый венец и внутренняя коническая поверхность.

При включении передачи вилка переключения начинает сдвигать муфту в сторону соответствующей шестерни. Для включения передачи муфта должна перейти на зубчатый венец шестерни, зафиксировав её на валу, но в данный момент это невозможно, так как окружные скорости шестерни и муфты с блокирующим кольцом не равны, при этом венец блокирующего кольца удерживает муфту от контакта с зубчатым венцом шестерни, предотвращая их повышенный износ. Через сухари движение муфты передаётся блокирующему кольцу, которое тоже начинает смещаться по валу в сторону шестерни, на которой имеется коническая поверхность, ответная конической поверхности блокирующего кольца. Своей конической поверхностью блокирующее кольцо вступает во взаимодействие с конической поверхностью шестерни, при этом в момент их соприкосновения резьба на конической поверхности блокирующего кольца прорезает масляную плёнку на конусе шестерни, провоцируя трение металла о металл. Сила трения между блокирующим кольцом, вращающимся с той же скоростью, что и муфта, и конусом шестерни выравнивает их угловые скорости, проворачивая блокирующее кольцо в такое положение, что зубья его венца, скользящей муфты и венца шестерни передачи встают в один ряд, после чего муфта может легко перейти на зубчатый венец шестерни, фиксируя её на валу и тем самым включая передачу.
Синхронизаторы могут располагаться на любом из валов коробки передач, или даже на нескольких валах одновременно.

Схема работы одного из типов синхронизатора. У него выравнивание скоростей муфты и шестерни также осуществляется за счёт взаимодействия двух конических поверхностей, но детали устройства отличаются от описанного в тексте статьи (1 — нейтраль; 2 — начало переключения, момент выравнивания окружных скоростей муфты (вращающейся вместе с валом) и шестерни (свободно установленной на валу) за счёт трения конических поверхностей друг о друга; 3 — окружные скорости выравнены, передача включена, шестерня и муфта вращаются совместно с валом).

В прошлом синхронизированными были лишь высшие передачи. Например, в коробке передач «Волги» ГАЗ-21 и многих автомобилей того же времени синхронизированы были только II и III передачи, а I передача и передача заднего хода — синхронизаторов не имели. В этом случае вождение автомобиля было всё же существенно проще, чем с полностью несинхронизированной коробкой передач: большую часть времени водитель старался двигаться на синхронизированных высших передачах, переходя на несинхронизированные лишь при большой необходимости (например, инструкция к ГАЗ-21 рекомендовала переходить на первую передачу лишь при замедлении до скорости в 5 км/ч), а для бесшумного и безударного включения несинхронизированных передач применяется специальный приём — выжав сцепление, сначала рычаг переключения передач переводят в положение, соответствующее одной из синхронизированных передач, а затем, не отпуская педали сцепления, включают нужную не синхронизированную передачу. При этом происходит выравнивание скоростей валов коробки передач, что даёт эффект, практически аналогичный наличию на этой передаче синхронизаторов. Применение этого приёма позволяет не только избежать неприятного скрежета при включении несинхронизированной передачи, но и значительно увеличить ресурс её шестерней. В плотном потоке транспорта это, однако, часто вызывало малоприятные задержки при трогании с места, поэтому к середине шестидесятых годов на новых моделях был совершён переход к полностью синхронизированным коробкам передач, более адаптированным к изменившимся условиям городского движения.
У абсолютного большинства современных легковых автомобилей синхронизированы все передачи как минимум переднего хода, а у очень многих — и заднего. Применяются многоконусные синхронизаторы (двойные, тройные), позволяющие повысить эффективность синхронизации и уменьшить требуемое усилие за счёт увеличения количества пар трения.

### Количество ступеней
Число ступеней считают по номеру передачи переднего хода с наименьшим передаточным отношением.
- Двухступенчатые: некоторые из первых серийных автомобилей, например Ford T, из соображений удешевления имели коробку передач с двумя передачами переднего хода, плюс одна-две передачи заднего;
- Трёхступенчатые: ещё в 1910-х годах распространились коробки передач с тремя ступенями переднего хода, которые были широко распространены в Европе — до конца 1960-х годов, а в Северной Америке — до второй половины 1970-х; после середины 1930-х в них как правило были синхронизированы как минимум вторая и третья передачи; вплоть до конца 1950-х — начала 1960-х большинство автомобилей имело именно трёхступенчатые коробки передач, в СССР даже существовали дорожные знаки, требующие от водителя по мере приближения к железнодорожному переезду переключаться с третьей (первый знак — три чёрточки) сначала на вторую (второй — две чёрточки), а затем и на первую (третий — одна чёрточка) передачу;
- Четырёхступенчатые: уже на многих ранних автомобилях использовались четырёхступенчатые коробки передач, но без синхронизаторов; с появлением в 1930-х годах синхронизаторов большинство производителей массовых автомобилей ограничило количество ступеней тремя, поскольку при тогдашних тихоходных (не выше 3...3,5 тыс. об./мин) двигателях с узким рабочим диапазоном оборотов и невысоких скоростях движения этого вполне хватало для уверенного вождения автомобиля, при этом достигалась значительная экономия, поскольку коробка передач выполнялась двухходовой, часто с синхронизаторами только на второй и третьей передачах; только в конце 1950-х годов на массовых моделях стали появляться четырёхступенчатые коробки передач «со сближенными передаточными числами», имевшие две промежуточные передачи (II и III), что обеспечивало более интенсивный и плавный разгон, делало более удобным управление в плотном потоке транспорта за счёт меньшей разницы в передаточных числах I и II передач. В США они долго рассматривались как спортивная опция, а в Европе с начала 1960-х стали устанавливаться на большинство автомобилей;
- Пятиступенчатые: появились в 1960-е годы, а в 1980-е получили массовое распространение МКП с четырьмя основными передачами переднего хода и дополнительной пятой, которая представляла собой встроенную в саму коробку повышающую передачу (см. ниже);
- Шестиступенчатые: в 1990-е годы появились шестиступенчатые коробки передач, а  в 2000-е годы и семиступенчатые (например, Bugatti Veyron или BMW M5). Они могли представлять собой МКП с пятью базовыми и одной повышающей ступенью в шестиступенчатом варианте, и двумя в семиступенчатом;
- Семиступенчатые и далее:

С распространением полуавтоматизированных систем переключения передач (как на том же Bugatti Veyron) с возможностью переключения передач только «вверх» или «вниз» при помощи электроники, по сути стало возможно иметь почти сколько угодно передач с сохранением возможности для водителя адекватно переключать их. Тем не менее, на современном этапе большинство массовых легковых автомобилей обходятся пятью-шестью.

### Повышающие и понижающие передачи

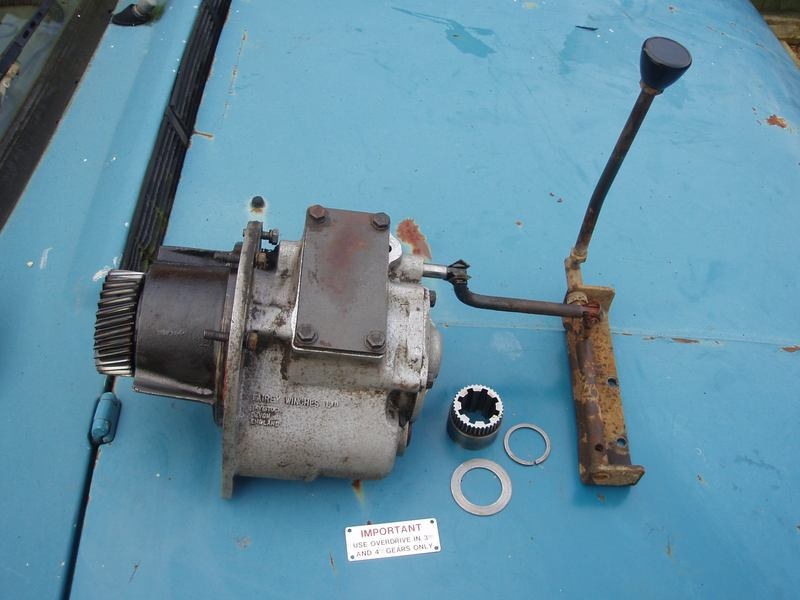
Овердрайв с механическим включением марки Fairey. А/м Land Rover, 1979.

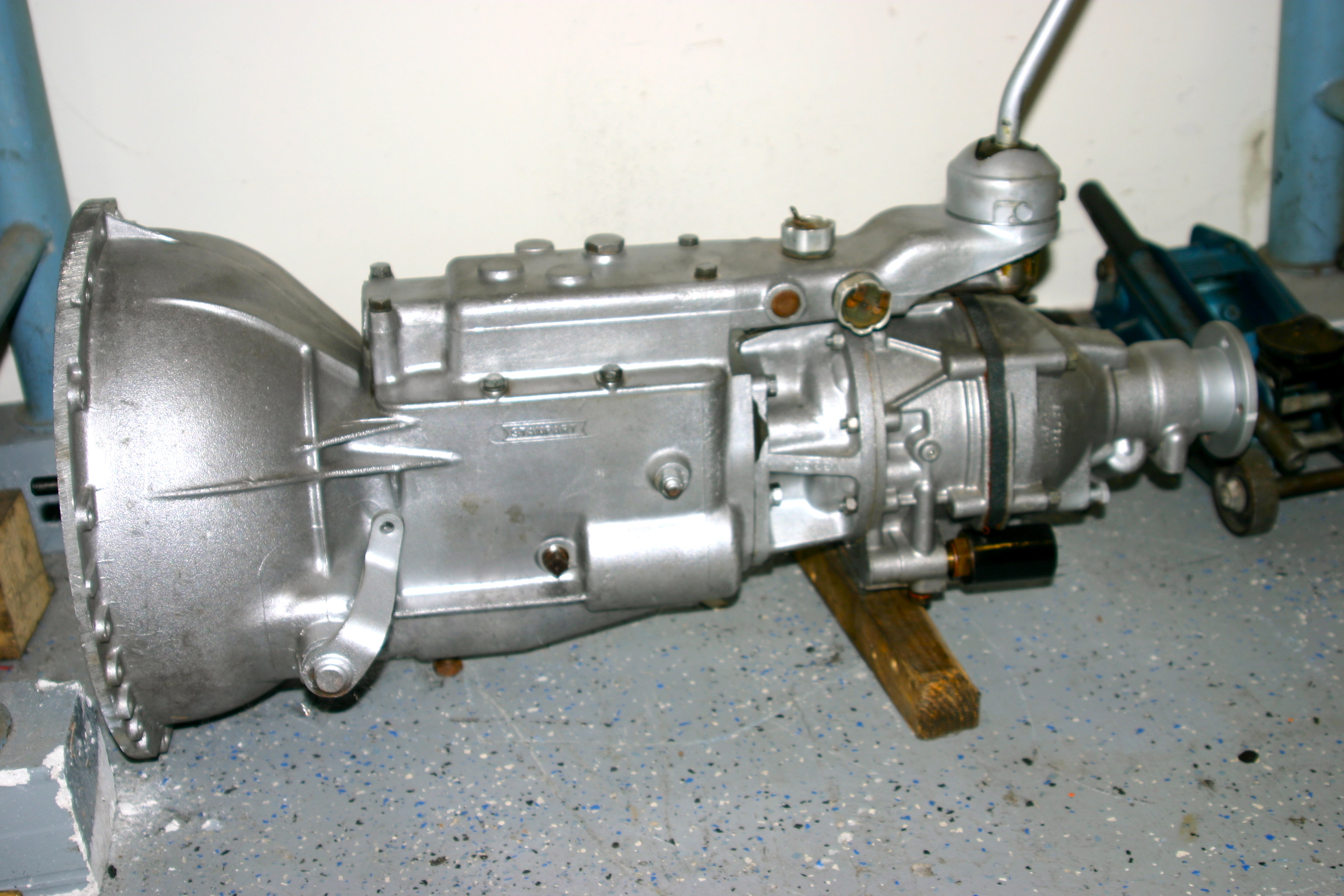
Коробка передач Triumph TR с электрически подключаемым овердрайвом Laycock de Normanville J Type (ср. с той же КПП без овердрайва).

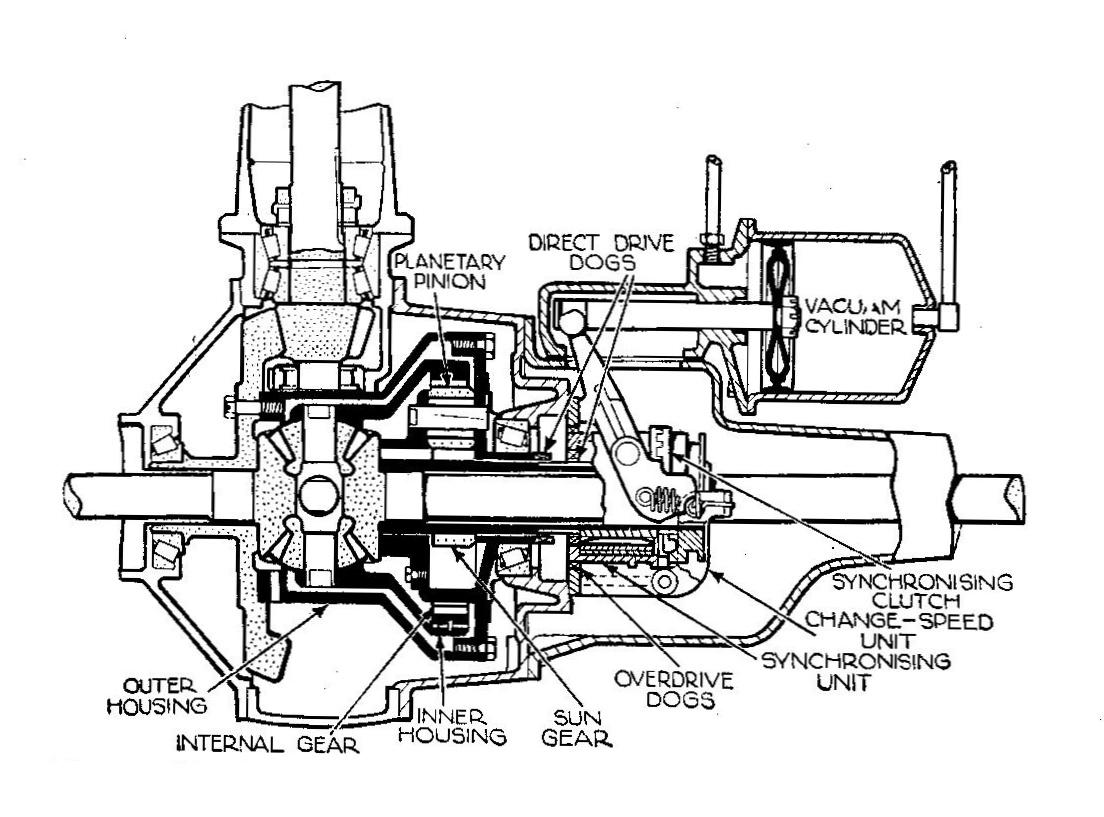
Планетарный овердрайв, встроенный в картер заднего моста, с вакуумным приводом. Ок. 1935 года.

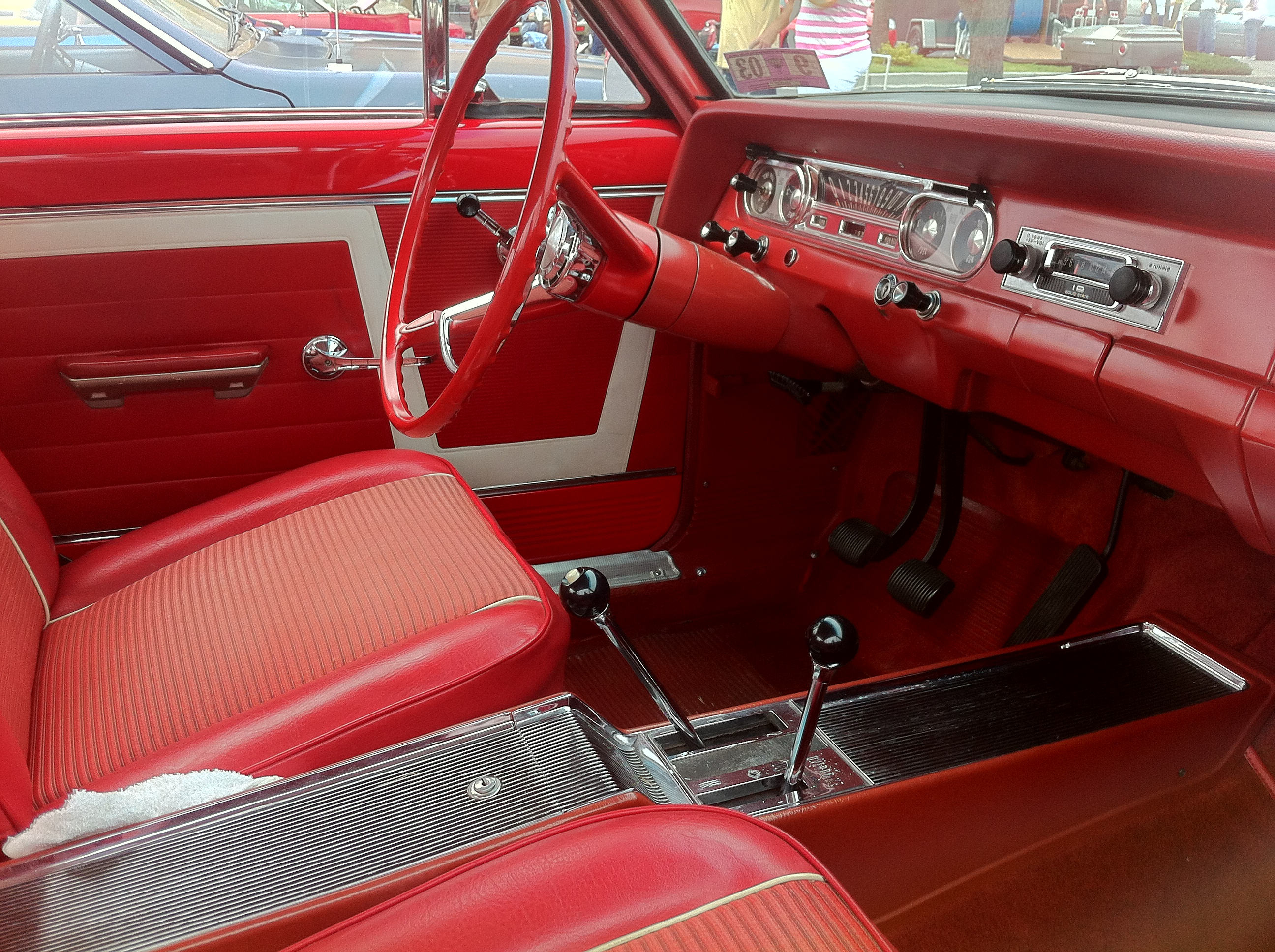
Rambler American 440-H с трансмиссией Twin-Stick, включавшей 3-ступ. МКПП и овердрайв (делитель передач), подключавшийся отдельным рычагом (всего 5 передач переднего хода — I, II, II/овердрайв, III, III/овердрайв). США, 1964 год.

Повышающая передача или овердрайв (от англ. overdrive) — передача с передаточным числом менее единицы. «Повышающей» она называется постольку, поскольку при таком передаточном числе ведомый вал вращается быстрее ведущего, то есть, на выходе такой передачи происходит повышение числа оборотов. При этом несколько снижается величина крутящего момента, подаваемого на ведущие колёса, однако одновременно уменьшается число оборотов двигателя при той же скорости движения автомобиля, что позволяет при прочих равных при движении на повышающей передаче снизить расход топлива, шумность и износ.
Существует два варианта конструктивного исполнения овердрайва: в виде отдельного агрегата трансмиссии (по сути — дополнительной двухступенчатой коробки передач с прямой и повышающей передачей), установленного как правило на выходе основной коробки передач и играющего роль делителя, позволяющего своим включением корректировать передаточное число трансмиссии на текущей передаче основной коробки в сторону понижения (только на высшей или нескольких высших передачах, либо на любой передаче из имеющихся — в последнем случае общее число передач трансмиссии фактически удваивается); либо в виде встроенной в саму коробку передач передачи с передаточным числом менее единицы, включающейся так же, как и все остальные передачи.
До 1970-х годов овердрайв на легковых автомобилях обычно оформляли в виде отдельного от КП агрегата, как правило — планетарной передачи, не требующей выжима сцепления для переключения с прямой передачи на повышающую. В зависимости от конкретной конструкции, овердрайв мог включаться как вручную водителем (на илл. слева), так и автоматически сервоприводом, как правило — по достижении определённой скорости при движении на прямой передаче (на илл. справа). Иногда овердрайв встраивался в картер заднего моста, образуя единый агрегат с главной передачей (по сути — главную передачу с возможностью выбора из двух вариантов передаточного числа).
Например, на Volvo 240 с четырёхступенчатой коробкой передач можно было заказать дополнительный планетарный овердрайв с электрическим приводом, включаемый флажком на рычаге переключения передач и доступный с различными вариантами передаточных чисел. Его включение позволяло при движении на прямой передаче получить её повышенный вариант с общим передаточным числом менее единицы. На автомобилях Ford 1950-х — 1960-х годов овердрайв автоматически включался при движении на прямой передаче при превышении скорости в 27 миль в час (около 45 км/ч), а отключался при её снижении ниже 21 мили в час (около 35 км/ч) или при резком нажатии на педаль акселератора (так называемый кик-даун, режим выключения повышающей передачи для энергичного обгона). работы водителя при переключении передач на автомобиле с трёхступенчатой коробкой передач и включаемым тумблером на панели приборов овердрайвом — продемонстрировано последовательно переключение из нейтрали на первую, вторую, вторую с овердрайвом, третью и третью с овердрайвом передачи.
С середины 1960-х — начала 1970-х годов на некоторых, в основном спортивных, автомобилях овердрайв стали встраивать в четырёхступенчатые МКП как пятую повышающую передачу, что стало обычной практикой в 1980-е. При этом конструкция трансмиссии в целом получалась несколько проще и легче, чем в случае с овердрайвом в виде отдельного агрегата, а также упрощалось управление автомобилем, однако терялась возможность получения удвоенного числа передач (что, впрочем, даже при наличии технической возможности на практике использовалось редко, поскольку значительно усложняло управление автомобилем — в большинстве случаев отдельный овердрайв использовался только для повышения числа оборотов трансмиссии при движении на прямой передаче, то есть, получения того же эффекта, который давала расположенная после прямой четвёртой передачи пятая передача с передаточным числом менее единицы). В наши дни в КП может быть и более одной повышающей передачи.
На грузовых автомобилях встроенный в коробку передач овердрайв (называвшийся повышающей или экономической передачей) получил распространение намного раньше, ещё до Второй мировой войны — например Studebaker US6 имел пятиступенчатую коробку передач с пятой повышающей передачей, как и многие советские послевоенные тяжёлые грузовики (ЗИС-150, МАЗ-200 и другие).
Максимальная скорость автомобиля на повышающей передаче как правило ниже, чем на прямой (с передаточным числом 1,0) или последней имеющей передаточное число около единицы. Это объясняется тем, что при передаточном числе передачи значительно ниже единицы нагрузка на двигатель оказывается при той же скорости ощутимо выше, чем на других передачах, вследствие чего двигатель оказывается сильно перегружен и не может развить своих оборотов максимальной мощности. Например, максимальная скорость ВАЗ-21093 на четвёртой передаче (передаточное число 0,941) на 10...12 км/ч выше, чем на пятой (0,784). Динамические качества автомобиля (его способность энергично ускоряться при нажатии на педаль акселератора) на пятой передаче также значительно хуже, чем на четвёртой, что объясняется тем, что динамический фактор D на пятой передаче во всём диапазоне скоростей имеет меньшее значение, чем на четвёртой. При этом в данном случае как четвёртая, так и пятая передачи формально являются повышающими, так что максимальную скорость ВАЗ-21093 развивает всё же именно на повышающей передаче (хотя и с передаточным числом, очень близким к единице). Автомобиль ВАЗ-21053 с пятиступенчатой КПП, в которой четвёртая передача — прямая (1,0), а пятая — повышающая (0,82), максимальную скорость развивает на прямой передаче, а на повышающей пятой его наибольшая скорость становится ниже на те же самые ~10 км/ч. При этом на пятой передаче те же автомобили в аналогичных условиях расходуют на 5...6% меньше топлива, чем на четвёртой, а также имеют ощутимо меньший уровень шумности в салоне, что и определяет техническую целесообразность использования повышающей передачи в их трансмиссиях.
Понижающая передача (делитель передач, демультипликатор) — агрегат трансмиссии, работающий в паре с коробкой передач и позволяющий дополнительно повышать передаточное число трансмиссии (и, соответственно, понижать количество оборотов на выходе) на текущей передаче основной коробки передач, за счёт чего достигается увеличение крутящего момента. Так, на грузовом автомобиле КамАЗ устанавливался делитель передач, позволяющий на любой передаче основной коробки иметь два её варианта — прямой и пониженный, соответственно, вместо пяти передач основной коробки в трансмиссии автомобиля фактически имелось десять передач (пять прямых и пять пониженных за счёт включения понижающей передачи делителя). Если дорожные условия требовали повышения передаточного числа трансмиссии, но не до такой степени, чтобы оправдать переключение основной коробки ни низшую передачу, водитель КамАЗа мог флажком на рычаге переключения передач перевести делитель на пониженную передачу, получая пониженную версию текущей передачи основной коробки, при этом достигалась ощутимая экономия усилий водителя и снижалась его утомляемость, повышалась приспособляемость автомобиля к дорожным условиям за счёт возможности более тонкого подбора передаточного числа трансмиссии. Также понижающую передачу включали при движении с большой загрузкой или в тяжёлых дорожных условиях.

### Планетарная коробка передач с механическим приводом

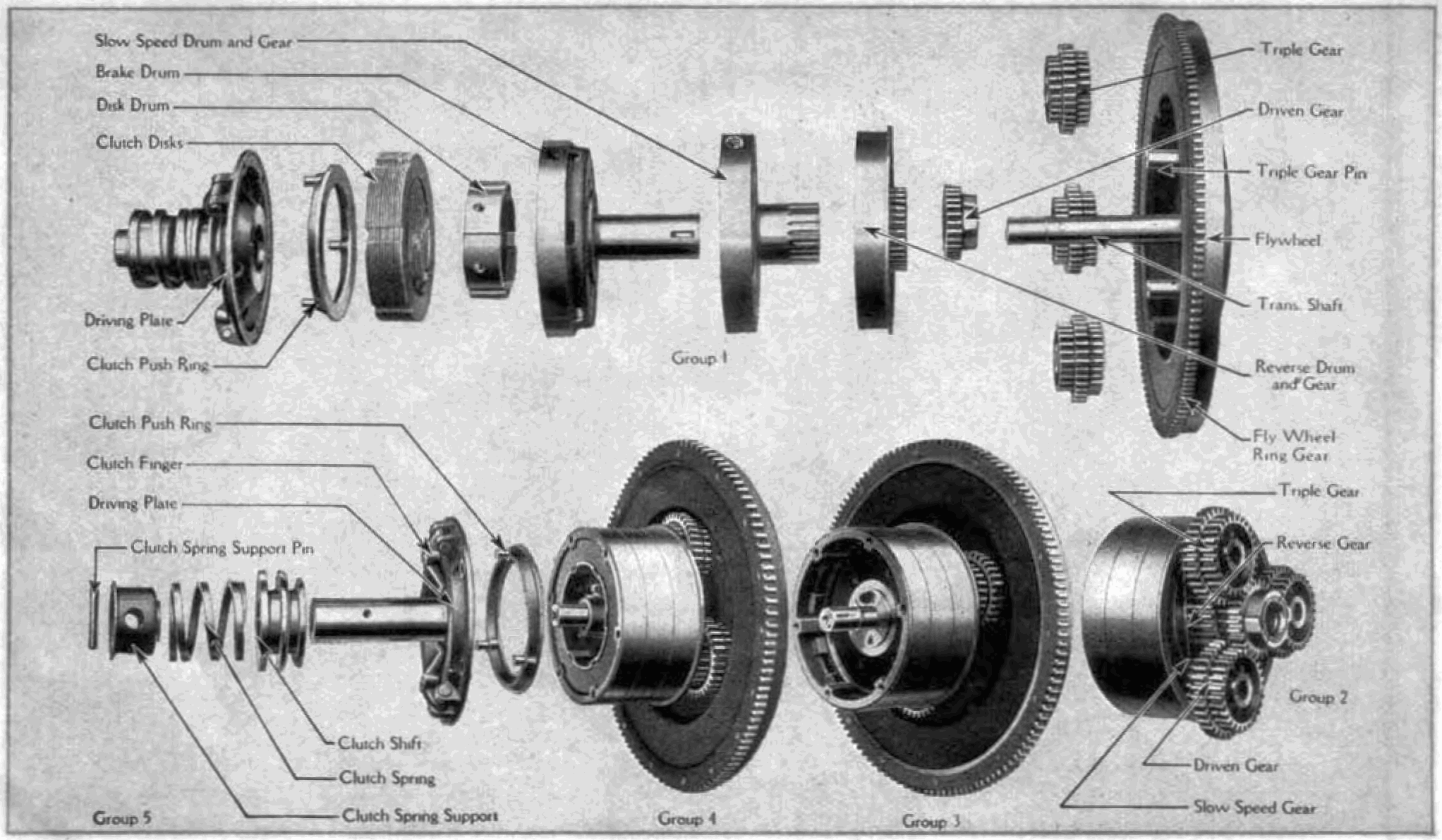
Планетарная механическая коробка передач Ford T.

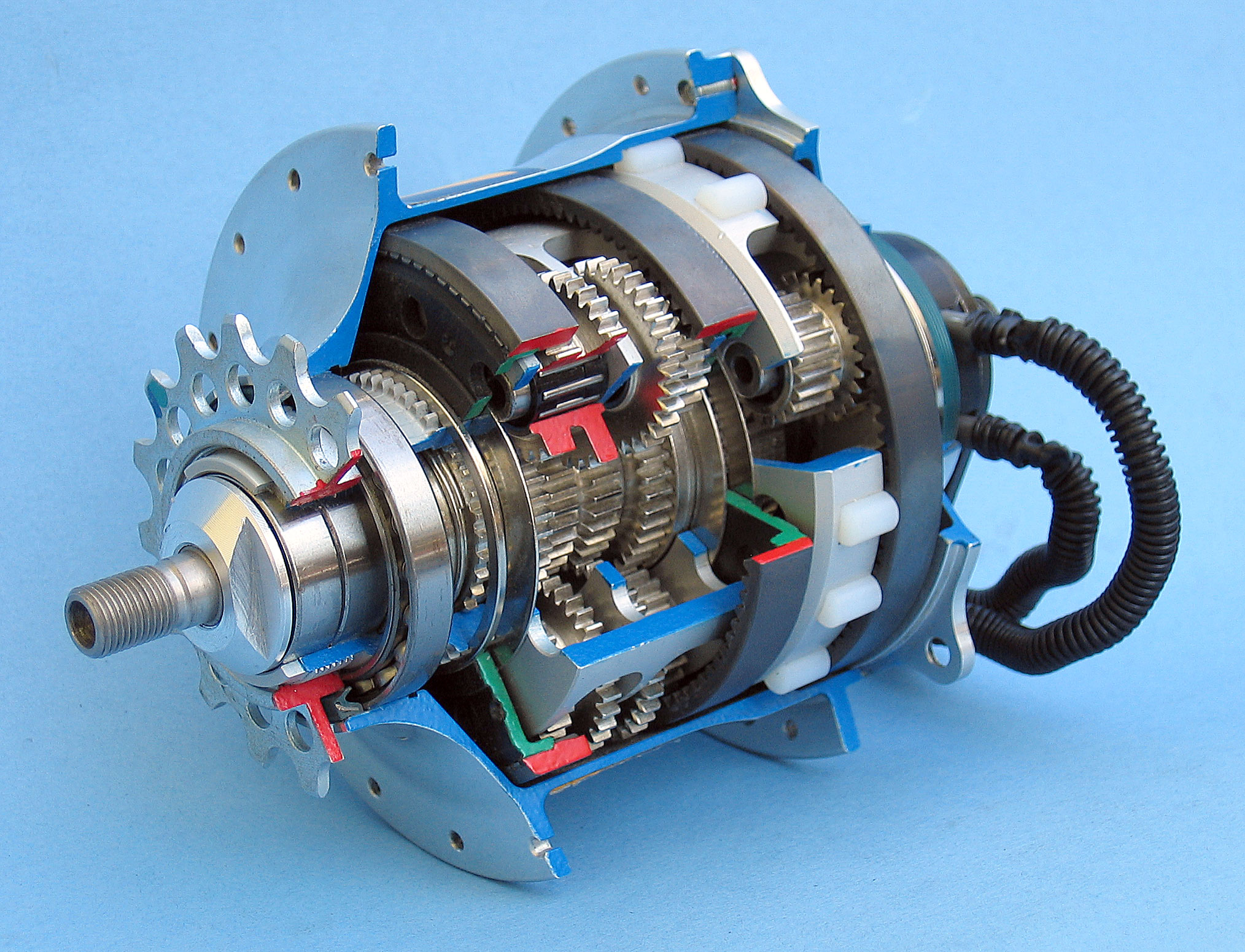
Велосипедная планетарная коробка передач Rohloff Speedhub 500/14.

Многоступенчатые планетарные МКП для автомобилей как таковые отсутствуют. Создание подобных МКП осложнено двумя моментами: необходимостью механического группового привода фрикционных управляющих элементов, который будет тем более сложным, чем выше число степеней свобод планетарной КП, и необходимостью некоего регулятора скорости переключения передач (скорости включения очередного элемента). Помимо этого, любым планетарным КП присуща проблема рациональной разбивки силового диапазона по заданным передаточным отношениям, которая тем сложнее в решении, чем выше число степеней свобод. Ввиду того, что в современных КП на планетарных передачах организацию работы фрикционных управляющих элементов стараются делать так, чтобы при каждом переключении с любой передачи на одну выше или одну ниже срабатывало только два фрикционных управляющих элемента (какой-то один выключался и какой-то один включался), а сам процесс включения любого фрикционного управляющего элемента теоретически можно организовать посредством педали сцепления, умозрительно можно создать секвентальную планетарную МКП с большим числом передач, но практически такие разработки дошедшие до стадии работоспособного образца не известны. Наиболее близкими к этой концепции можно считать британские планетарные КП Уилсона с пневмоуправлением, применявшиеся в до и послевоенный период на различных британских машинах, от легковых автомобилей до танков.
В чисто механической реализации наиболее известна двухступенчатая (+2;–1) планетарная КП автомобиля Ford T. Данная МКП имела две степени свободы. Три фрикционных управляющих элемента данной КП (два тормоза и один фрикцион), каждый из которых отвечал за включение свой передачи, получили механический привод от двух педалей — трёхпозиционной педали передач переднего хода и сцепления (две передачи и нейтраль), и двухпозиционной педали передачи заднего хода (вкл/выкл). Подобные малоступенчатые планетарные МКП на раннем этапе автомобилестроения выпускал не только Ford, и не только для автомобилей, но и для тракторов в первую очередь но все современные планетарные КП имеют гидравлический привод и МКП считаться не могут. Планетарные велосипедные втулки могут иметь до 14 скоростей и чисто механическую реализацию переключения, но в современных многоступенчатых трансмиссиях автомобилей механический привод могут иметь лишь двухскоростные демультипликаторы типа (+2) или (+1;–1), расположенные как вместе с основным набором передач на валах и шестернях, так и отдельно, которые ввиду ограниченности своих функций коробками передач не называются.

## Механизмы управления
В классической МКП для выбора нужной передачи служит рычаг переключения передач. С его помощью в любой момент можно включить любую из имеющихся передач (кроме заднего хода, включение которого в некоторых конструкциях КП можно произвести только после разблокирования специального предохранителя).
Расположение рычага и система привода могут в значительной степени варьироваться в зависимости от компоновки автомобиля и текущей моды.

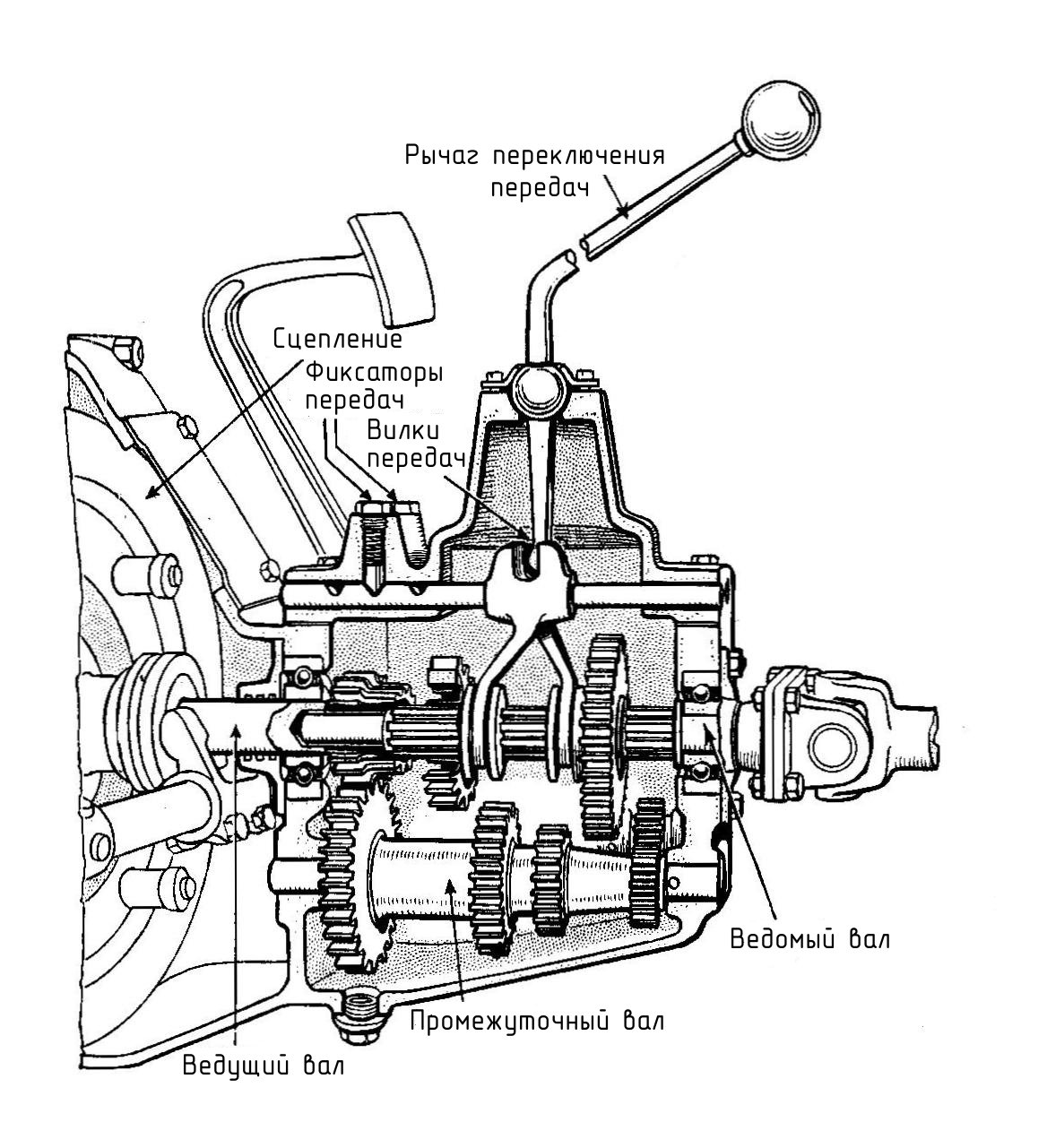
Двухходовая трёхступенчатая механическая коробка передач с рычагом непосредственно на верхней крышке.

- Рычаг расположен на крышке коробки передач (обычно сверху или сбоку), либо на специальном удлинителе, и непосредственно либо при помощи расположенных внутри удлинителя штоков воздействует на вилки выбора передач. В этом случае все механизмы переключения расположены внутри корпуса коробки и рычаг непосредственно перемещает вилки переключения передач, воздействующие на муфты переключения передач или скользящие шестерни. Основной плюс такой схемы — наивысшая чёткость переключения передач, причём практически не страдающая даже после длительной эксплуатации. Кроме того, для неё характерны высокие надёжность и долговечность. Недостатки — из-за особенностей компоновки рычаг, расположенный на корпусе коробки, может оказаться относительно места водителя сильно вынесен вперёд либо — при вагонной компоновке — смещен назад (РАФ-2203, ГАЗ-66), что делает переключение передач неудобным; также ввиду того, что рычаг расположен непосредственно на силовом агрегате, на него передаются вибрации, что особенно заметно при использовании неуравновешенных двигателей, вроде рядных «четвёрок». Применимость такого привода резко ограничена компоновкой автомобиля, при которой КП расположена относительно недалеко от водителя.

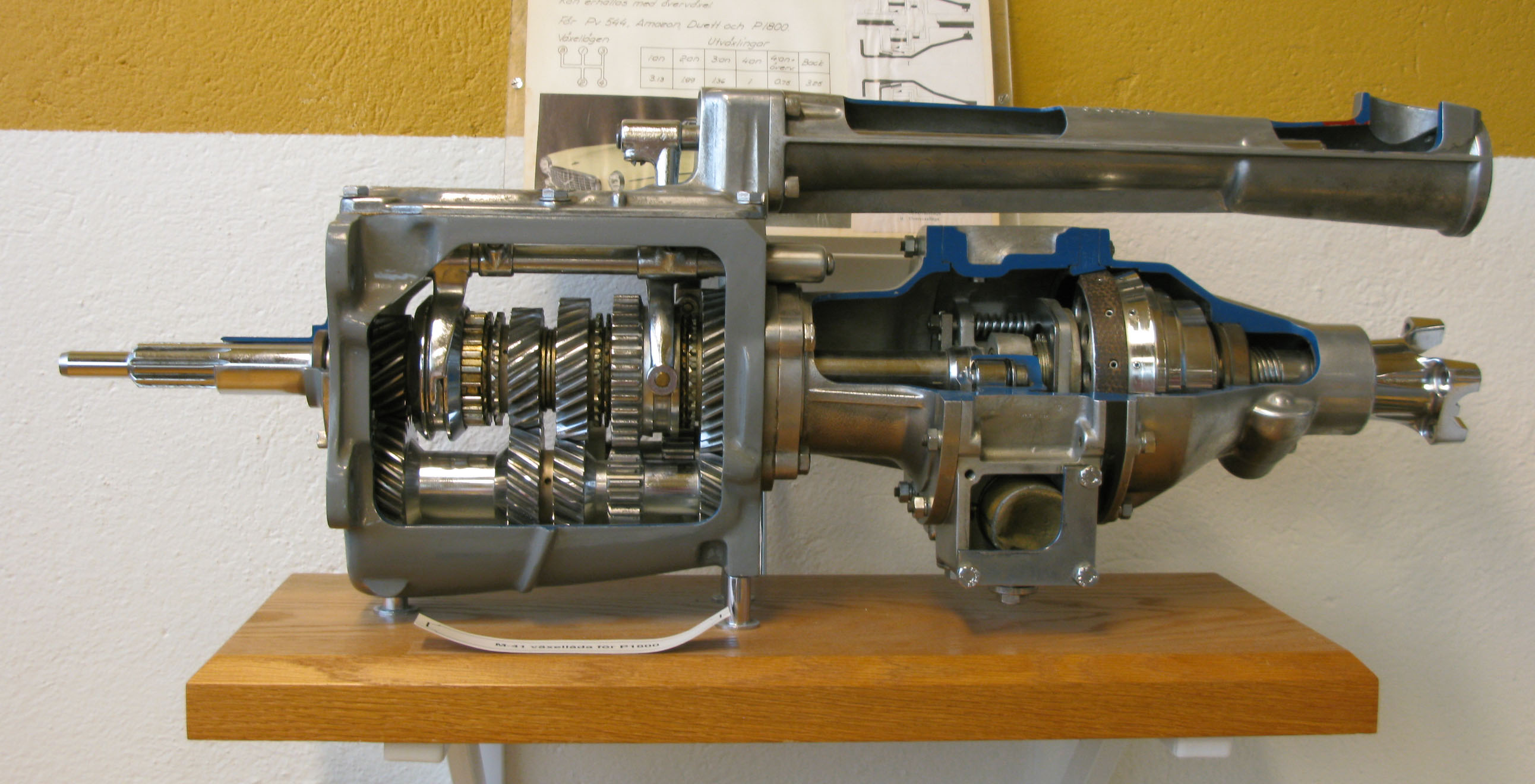
Коробка передач Volvo M41 с приводом от рычага, расположенного на удлинителе картера.

Так, на автомобиле ГАЗ-69 применялась трёхступенчатая двухходовая МКП, имеющая привод от рычага, непосредственно расположенного на боковой крышке. Автомобиль «Волга» ГАЗ-24 и все последующие модели ГАЗ (кроме самых последних) имеют трехходовые МКП с рычагом, расположенным на специальном выступе верхней крышки КПП, что позволило сместить рычаг назад, расположив его над удлинителем картера КП, обеспечив более удобное переключение. Микроавтобусы РАФ, имеющие в основе агрегаты «Волги» ГАЗ-24, на той же волговской МКП имеют крышку несколько иной конструкции с вынесенным вперёд рычагом, что при вагонной компоновке делает рычаг более или менее доступным для водителя — однако для такой компоновки это скорее исключение из правила. Заднеприводные модели ВАЗ имеют рычаг, размещённый на задней крышке КП сверху.
Из иностранных автомобилей аналогичная конструкция ещё недавно широко применялась на заднеприводных моделях, таких, как Ford Sierra, Ford Scorpio, старые модели Volvo с КП моделей M40, M41 и подобными, и многие другие.
В настоящее время такой привод КП применяется сравнительно редко, так как автомобили классической компоновки встречаются в основном в премиум-сегменте рынка, где к уровню эргономики, вибраций и шумов предъявляются повышенные требования, что заставляет применять весьма сложные приводы выбора передач, вроде тросового. Тем не менее, он широко распространён на пикапах и внедорожниках, где существенными оказываются более высокие уровни надёжности и долговечности, а также спортивных моделях. В частности, в трансмиссиях фирмы Borg-Warner, таких, как легендарная Tremec T-5 (Ford Mustang, Chevrolet Camaro, Pontiac Firebird и др.), и в модельном ряду фирмы Chrysler, главным образом в марках Dodge и Jeep.

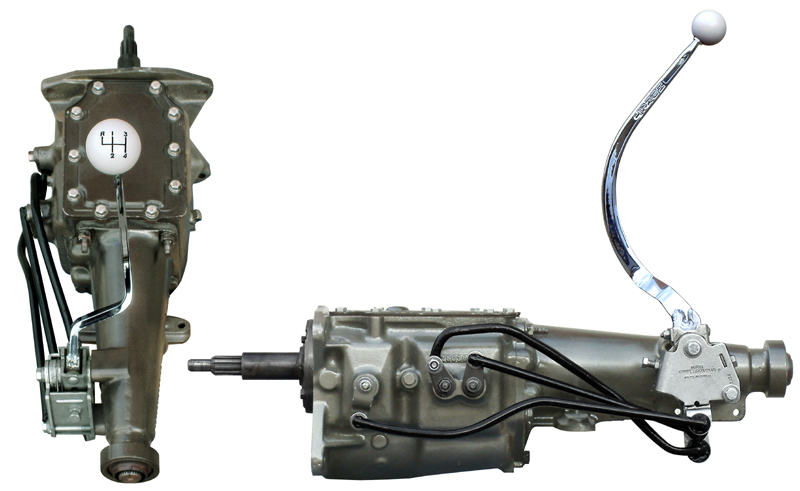
Четырёхступенчатая коробка передач Toploader автомобилей Ford североамериканского рынка 1964—1973 годов выпуска с дистанционным приводом от напольного рычага. 4-я передача — повышающая (овердрайв).

- Рычаг расположен дистанционно (напольно, на рулевой колонке или на панели приборов) и связан с КП при помощи расположенных вне корпуса коробки тяг (называемых обычно «кулисой»), валика или тросов Боудена (в последние десятилетия этот вариант применяется особенно широко). Плюсы такого решения — удобное расположение рычага, отсутствие передачи на него вибраций и практически полная свобода в компоновке автомобиля. При этом привод тягами менее долговечен и со временем допускает разбалтывание, что требует регулировки или замены кулисы. Кроме того, чёткость переключения передач с таким механизмом переключения обычно значительно хуже, чем при непосредственном расположении рычага на корпусе КП. Такой привод имеют все автомобили «Москвич», ГАЗ-20 и ГАЗ-21, УАЗ вагонной компоновки (микроавтобусы, «головастики»), «Запорожец» (как и все заднемоторные модели) и практически все автомобили с поперечно расположенным двигателем (то есть, большинство современных моделей).
- Также на некоторых моделях использовались (и используются) пневматические или электромеханические системы привода. Распространены они главным образом на тяжелых грузовиках, автобусах и тракторах, на которых коробка передач зачастую расположена вдалеке от места водителя, и механический привод получился бы слишком громоздким и ненадёжным, к тому же непосредственное переключение передач вручную было бы слишком затруднено большим потребным для перемещения муфт усилием, что требует использования сервоприводов.

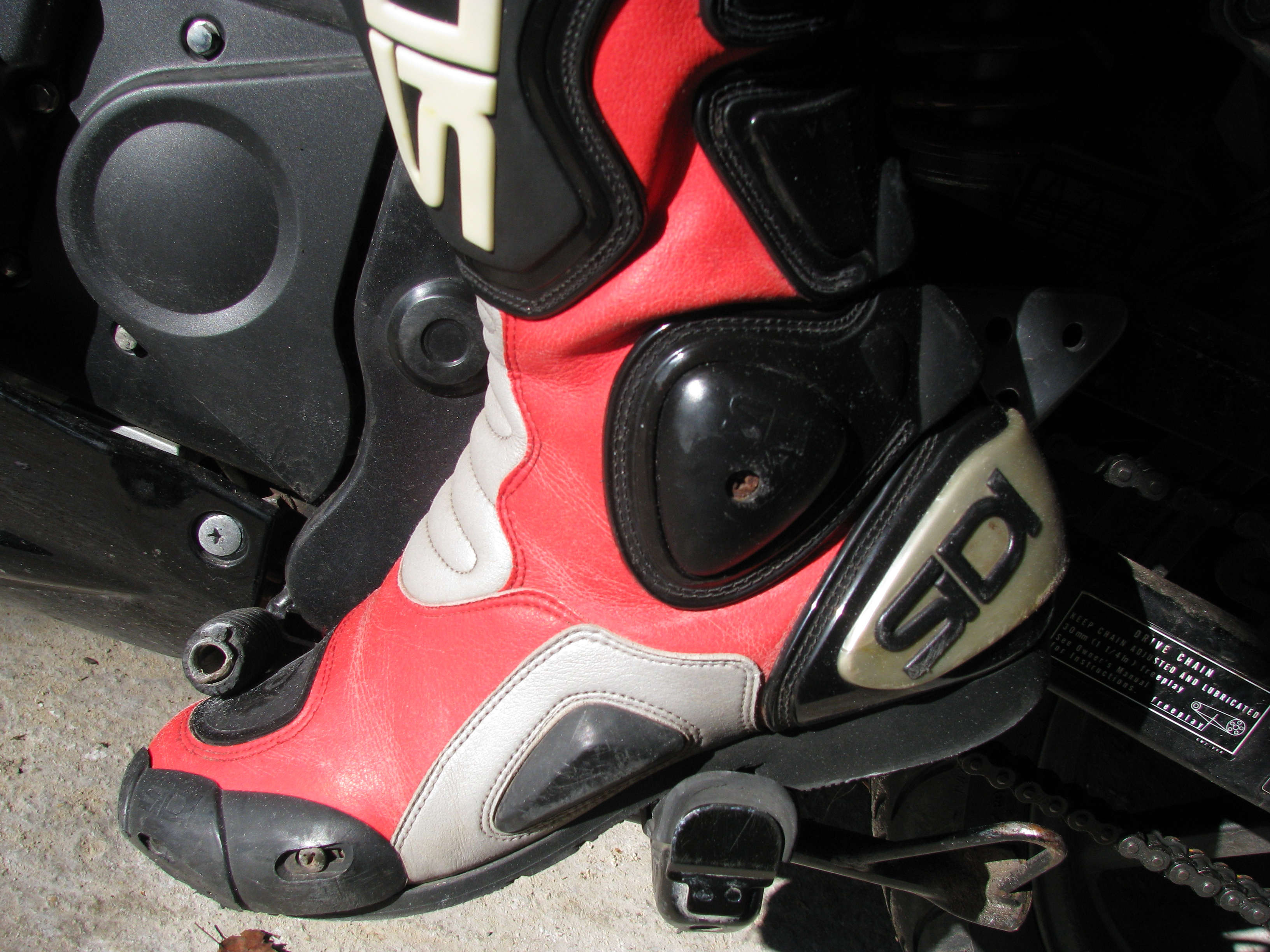
Педаль-качалка переключения передач мотоцикла с секвентальным механизмом управления КП, управляемая носком ноги (на фото над носком ботинка).

Кроме того, существуют механические коробки передач с так называемым «секвентальным», то есть последовательным (от лат. sequence — последовательность) переключением передач, у которых при помощи рычага-качалки, рычага-джойстика с двумя положениями — обычно, «+» и «—», или специальных «лепестков» на рулевой колонке передачи можно переключать только одну за другой. Как правило, управление сцеплением в таких системах автоматизировано. Они находят применение на мотоциклах (очень широко) и некоторых спортивных автомобилях.

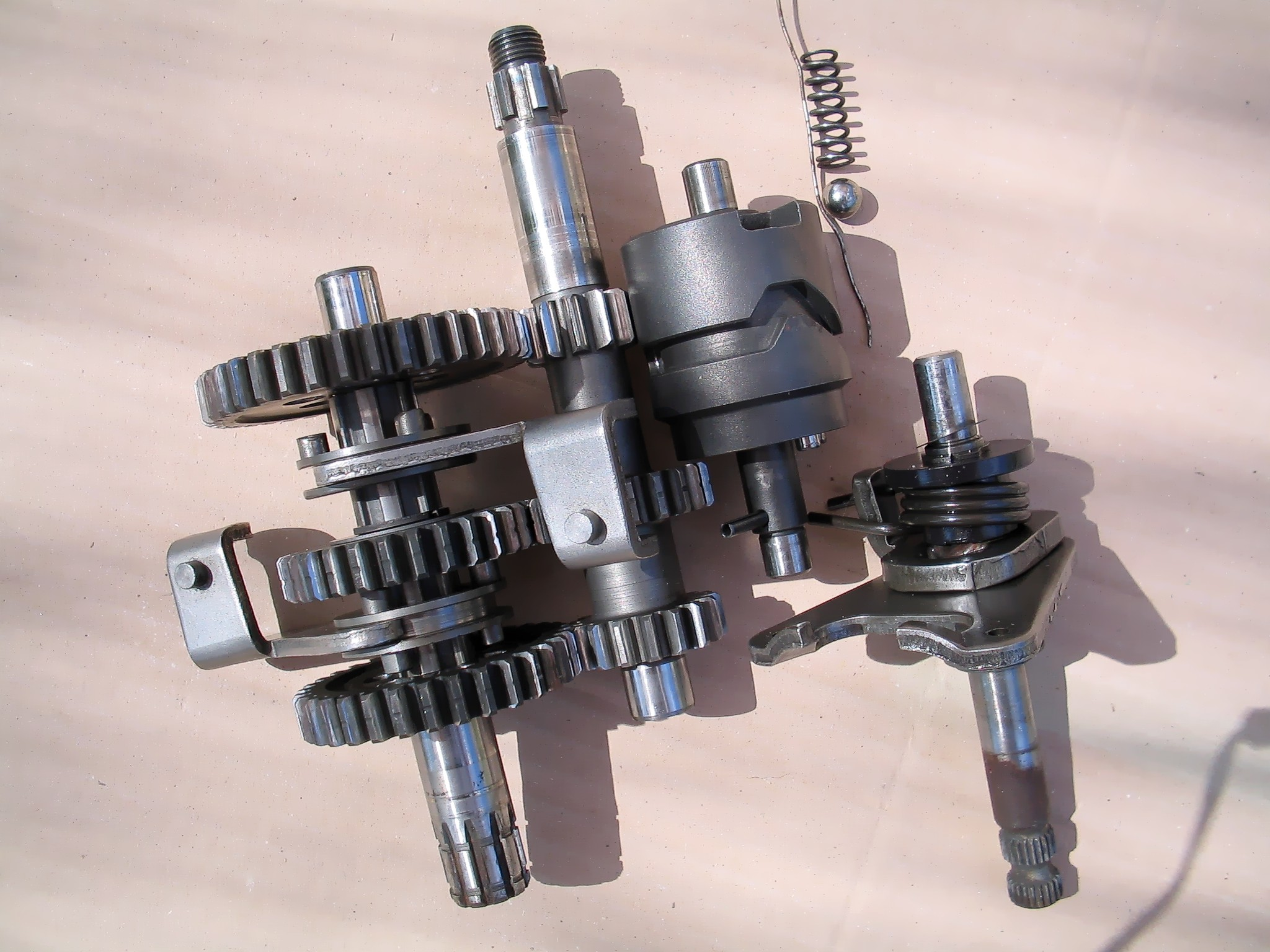
Секвентальный механизм переключения передач мотоцикла с копирным валом (справа вверху), фигурный паз которого управляет движением вилок через взаимодействие со штифтами на их держателях (слева).

Например, у большинства отечественных мотоциклов для переключения передач используется копирный вал с фигурным пазом, управляющим движением вилок переключения передач, в свою очередь воздействующих на скользящие шестерни на валах. Передачи при этом переключаются связанной с копирным валом педалью в виде качалки, которая может проворачивать его в том или ином направлении на определённый угол. Нажатие носком ноги на её переднюю площадку вызывает переключение на передачу вниз, пяткой на заднюю (или поднятие носком передней площадки) — на передачу вверх, а «нейтраль» расположена между I и II передачами.

## Раскладки переключения

### С напольным рычагом
На подавляющем большинстве современных автомобилей механическая коробка передач управляется рычагом, расположенным напольно. Под этим понимается расположение рычага непосредственно на полу автомобиля, на центральной консоли или в нижней части панели приборов.
Способ выбора конкретной передачи в различных МКП с напольным рычагом может значительно отличаться. Общим является лишь то, что выбор нужной передачи осуществляется наклоном рычага переключения в продольной и поперечной плоскостях, то есть, траектория движения рычага при переключениях напоминает букву H (H-Pattern). Обычно качанием рычага в поперечной плоскости водитель выбирает вилку переключения передач, которую необходимо сдвинуть, а толкая его вперёд и назад — при помощи выбранной вилки сдвигает в соответствующем (обычно противоположном направлению движения головки рычага) направлении синхронизатор или муфту переключения передач в корпусе коробки, этим включая ту или иную передачу. Как правило, в нейтральном положении рычаг удерживается при помощи одной или нескольких пружин.
- На большинстве автомобилей переключение передач осуществляется по следующему принципу (N — нейтральная передача, R — передача заднего хода):

Именно так переключаются передачи на большинстве современных автомобилей.
Также существует четырёхступенчатый вариант, отличающийся от предыдущего лишь отсутствием пятой передачи:
На заднеприводных «Москвичах» (408ИЭ, большая часть выпуска М-412 и все 412ИЭ, все М-2138/2140) использовался несколько видоизменённый вариант: чтобы включить передачу заднего хода, необходимо было наклонить рычаг вправо и передвинуть не назад, а вперёд:
На некоторых автомобилях существует блокировка включения заднего хода: передачу заднего хода нельзя включить, пока не приведён в действие этот механизм. Обычно для этого надо надавить на рычаг вниз (пример — заднеприводные автомобили ВАЗ), нажать на специальный рычажок (кнопку), поднять скользящую по рычагу шайбу, и т. п.. В иных случаях никакой блокировки не предусмотрено и передачу заднего хода можно по ошибке включить на ходу, что при большой скорости движения теоретически может привести к серьёзным поломкам КП (на практике водителю вряд ли хватит сил для полного включения задней передачи на большой скорости, однако усиленный износ шестерён КП при такой попытке вполне реален).
- Многие европейские автомобили (в том числе переднеприводные ВАЗы, Volkswagen) используют другую разновидность этой раскладки, в которой задняя передача включается движением «влево-вперёд»:

Однако в этом случае достаточно велик риск случайного включения задней передачи вместо первой, особенно при изношенном приводе. Поэтому на многих современных автомобилях предусмотрена блокировка его включения (показана на примере МКП-6):
Отключение блокировки осуществляется утапливанием рычага «внутрь», либо перемещением подвижного элемента на рычаге коробки передач, например, подъёмом кольца на нем, либо утапливанием кнопки.
- Некоторые спортивные автомобили (например, старые BMW третьей серии с МКП фирмы Getrag), старые модели американских и созданных под американским влиянием автомобилей, грузовики Урал и некоторые другие модели используют совершенно иной вариант раскладки переключения (в англоязычных странах её называют «собачья нога» — Dogleg):

Преимущество в данном случае состоит в том, что положения, соответствующие второй и третьей передаче, находятся на одной линии, что ускоряет переключение. У спортивных машин с мощными двигателями, основной разгон происходит именно на второй и третьей передачах, первая же служит только для трогания с места.
При применении данной раскладки на внедорожниках (ГАЗ-69) облегчается раскачивание автомобиля в случае его застревания путём последовательного включения первой-задней-первой-задней передач (передачи находятся на одной линии, что позволяет их очень быстро переключать). То же касается грузовика, первая передача которого используется, в основном, в тяжёлых дорожных условиях.
Кроме того, многие из КП с такой раскладкой переключения не имеют синхронизаторов либо имеют их только на высших передачах, в этом случае положительным моментом является и то, что при переключении с первой передачи на вторую автоматически возникает некоторая задержка, что упрощает переключение между несинхронизированной первой с синхронизированной второй передачами.
Из отечественных автомобилей такую раскладку использовал, к примеру, ГАЗ-69, коробка передач которого была трёхступенчатой. При переделке на напольный рычаг коробки передач «Волги» ГАЗ-21 она также приобретает такую раскладку.
На грузовых автомобилях КамАЗ раскладка сходна, но позиции первой передачи и заднего хода противоположны показанному на рисунке.
- На грузовике Studebaker US6 с пятиступенчатой коробкой первая передача располагалась напротив передачи заднего хода, чтобы облегчить «раскачку» автомобиля на бездорожье[8]:

Практически такая же раскладка использовалась и на советских полноприводных грузовиках марки ЗИС / ЗИЛ, например ЗИЛ-131 — отличие заключалось в противоположном расположении положений, соответствующих IV и V передачам.
- 16-ступенчатые коробки передач серии 16S фирмы ZF имеют так называемую схему переключения с налагающейся нейтралью — толчком рычага влево или вправо соответственно включается или отключается демультипликатор.

При включенном демультипликаторе передачи 1 … 4 обеспечивают движение на низких скоростях, также можно включить передачу заднего хода, при отключенном демультипликаторе общее передаточное число коробки падает в несколько раз и передачи 1 … 4 становятся передачами 5 … 8. Дополнительно число передач удваивается делителем, переключатель управления которым стоит спереди на рычаге управления КП.
- Многие американские и некоторые европейские автомобили ранее использовали раскладку, в которой первая передача включалась простым движением рычага вперёд (вторая — назад, и т. д.):

Из распространённых на территории России моделей, такую раскладку имели, к примеру, Ford Taunus, Volvo 240 и некоторые модели BMW, вроде BMW E30. Кроме того, она использовалась практически на всех североамериканских «Фордах» 1960-х — 1970-х годов с МКП.

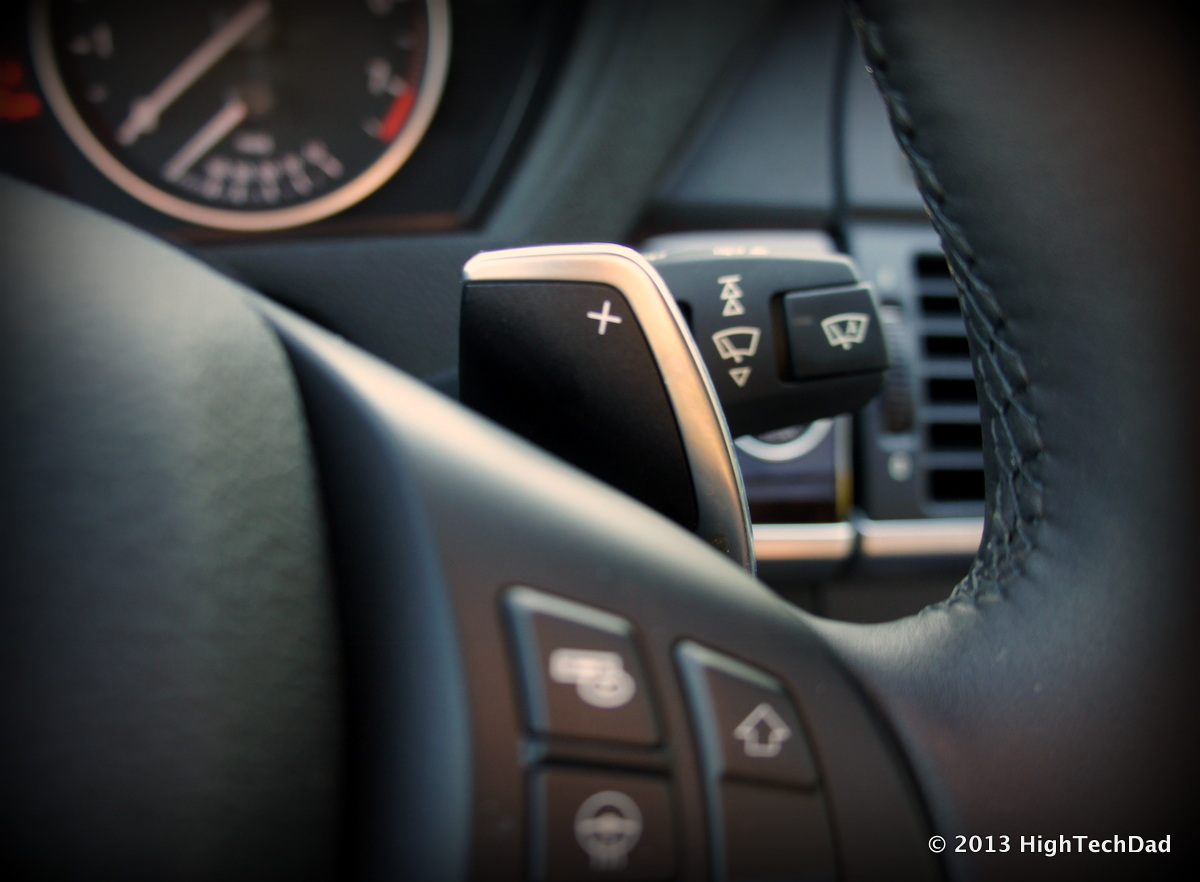
Paddle shifter — лепесток повышения передачи.

- Некоторые современные автомобили, например, Bugatti Veyron, имеют автоматизированное управление коробкой передач. Это позволяет использовать для управления трансмиссией т. н. Paddle shifter с возможностью выбирать передачи лепестками на рулевом колесе. Если в такой конструкции для переключения передач всё же используется рычаг, он движется только вперёд-назад, а выбор передач осуществляет последовательным перебором. Такое же управление переключением передач было реализовано на инвалидных мотоколясках (С3Д и др.), построенных на мотоциклетных агрегатах, включая секвентальную МКПП.

### С подрулевым рычагом

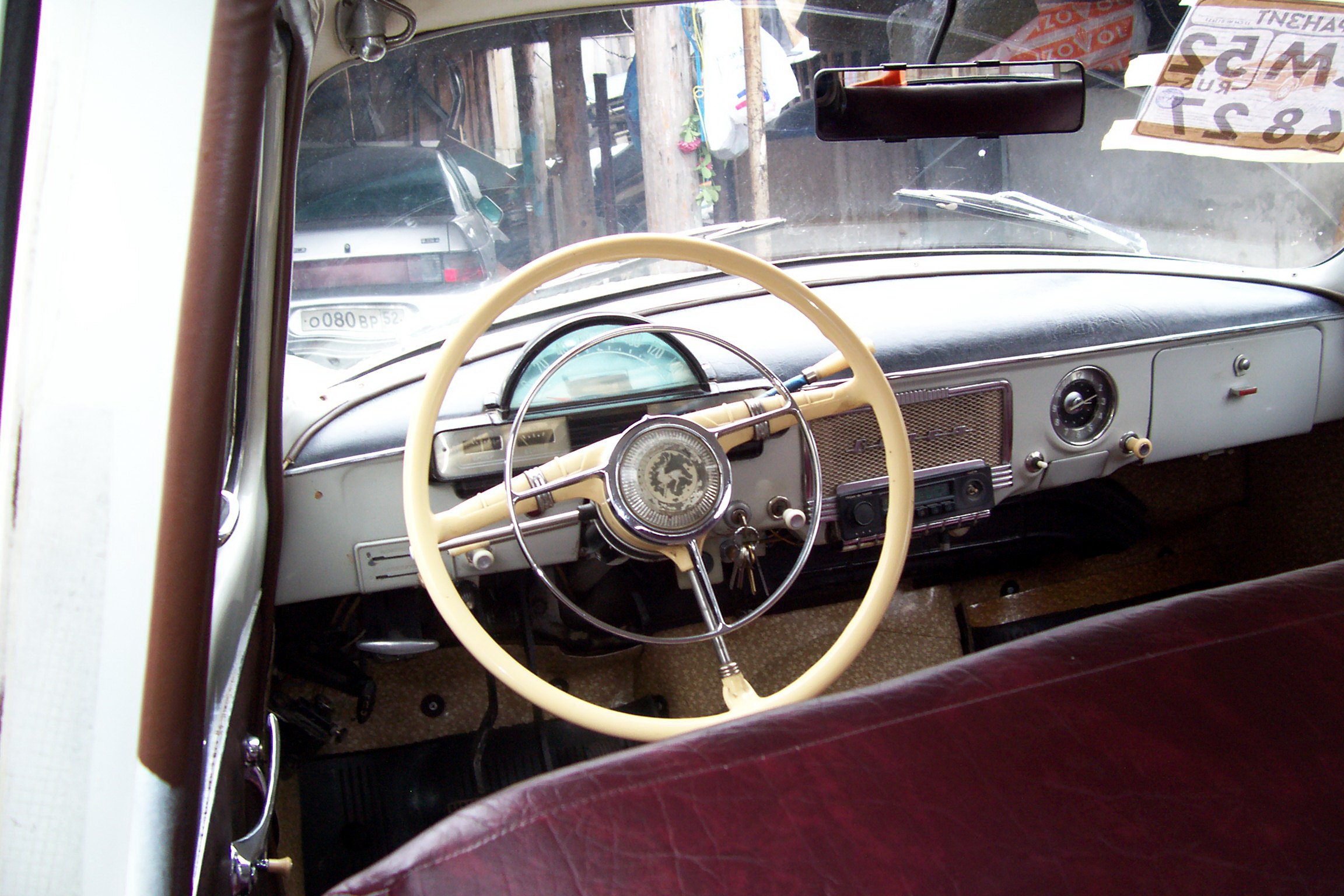
Салон «Волги» ГАЗ-21 с цельным передним диваном и переключателем передач на рулевой колонке.

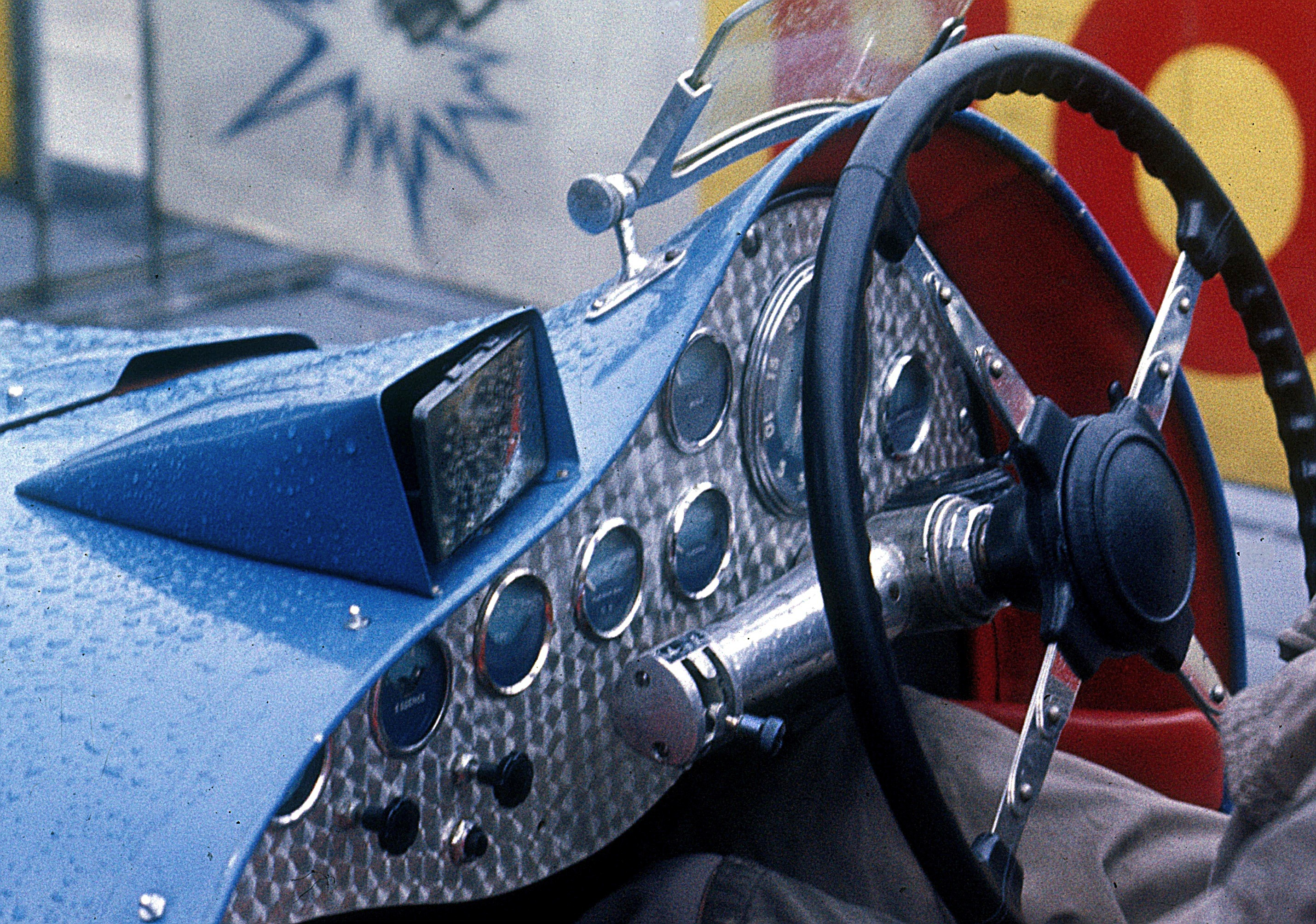
Кокпит гоночной версии автомобиля Delahaye 135S, виден рычаг выбора передачи преселективной МКПП

В прошлом наиболее распространённым на легковых автомобилях, в основном с преселективными МКПП, было расположение рычага КП на рулевой колонке. Эта мода появилась в США во второй половине 1930-х годов, широко распространилась в Европе в конце 1940-х. Иногда такой механизм встречается и в наши дни. 
Привод от подрулевого рычага осуществляется сложными тягами (кулисами), сочленения которых подвержены износу, а на старых автомобилях — требуют периодической регулировки и смазки. Существуют две основные схемы работы такого привода. В первой, применяемой обычно с двухходовыми коробками передач (например, на «Победе» и ГАЗ-21) каждая тяга постоянно соединена со своей вилкой переключения и через неё управляет своей муфтой включения (или скользящей шестернёй), а выбор задействованной в данный момент тяги осуществляется штифтом на валу переключения передач, который входит в пазы ступицы то одного, то другого рычага, соединённого с соответствующей тягой. Во второй, применяемой с трёхходовыми коробками передач (пример — «Москвичи» с четырёхступенчатыми коробками передач) одна из тяг осуществляет выбор задействованной в данный момент вилки переключения, а вторая — перемещает её, непосредственно включая и выключая передачи, при этом обе тяги непосредственно связаны с валом переключения передач и отслеживают его движение в различных плоскостях.
Также различают механизмы переключения с подрулевым рычагом, имеющие вал переключения передач соосный рулевому валу (ГАЗ-21) либо концентричный ему, то есть, расположенный вокруг рулевого вала полый («Москвичи» с четырёхступенчатыми коробками передач). Во втором случае уровень шумов и вибраций, передаваемых через вал переключения передач в салон, существенно снижается.
Чёткость и скорость выбора передач при таком механизме часто страдают, особенно при его износе, но в целом, по мнению многих владельцев автомобилей с таким механизмом переключения, подрулевое расположение рычага более удобно, так как к нему не надо тянуться, он всегда под рукой. Тем не менее, из-за большой инерционности привода быстро переключать передачи с таким приводом сложно, поэтому для динамичных автомобилей он малопригоден.
Зато хороший расчёт механизма переключения позволяет минимизировать усилие на рычаге: например, на «Волге» ГАЗ-21 с исправным, смазанным и отрегулированным механизмом переключения передачи можно переключать без отрыва кисти от руля. Однако, сильно разболтанный механизм допускает такие неисправности, как неполное включение и выключение передач, их самопроизвольное выключение («выбивание») и даже полное заклинивание тяг, устранимое только при открытом капоте.
- Наиболее типичным для систем с подрулевым рычагом является раскладка, возникшая в США в 1930-е годы и распространившаяся повсеместно в 1940-е — 1950-е (движение рычага показано в плоскости, параллельной рулевому валу, рычаг расположен справа):

или
Именно так (второй вариант) переключались передачи на «Победе» ГАЗ-М-20, «Волге» ГАЗ-21.
- Существовал и вариант для четырёхступенчатой МКП:

- На «Москвичах» с четырёхступенчатой МКП и подрулевым рычагом переключения, а также ряде европейских автомобилей, использовалась иная раскладка:

В отечественном автопроме отказ от подрулевого рычага переключения произошёл в конце 1960-х — начале 1970-х годов, в Европе — начался несколько раньше, но продлился как минимум до середины 1970-х. В США это произошло в конце 1970-х, с уходом с конвейеров последних «бюджетных» моделей с МКП (например, Chevrolet Nova) — после этого механические трансмиссии стали там практически исключительно атрибутом спортивных автомобилей и внедорожников, соответственно, имели напольные рычаги.
Между тем, в некоторых странах Европы и особенно Японии подрулевые рычаги использовались до самого недавнего времени. Так, в Гонконге все такси моделей Toyota Crown и Nissan Cedric имели четырёхступенчатую МКП с подрулевым переключателем до перехода на АКП в 1999 году. До начала 1990-х годов на микроавтобусах Toyota Hiace и Mitsubishi L400 также встречались переключатели передач на рулевой колонке, коробка передач была механической пятиступенчатой.

## Распространение
Автомобили, оснащённые МКП, долгое время преобладали в Европе, всё ещё весьма распространены на территории СНГ и доминируют в странах с низким доходом населения.
В США и других странах Северной Америки МКП практически полностью вытеснены гидромеханическими АКП и вариаторами, которыми там оборудуются в настоящее время до 90 % легковых автомобилей. В Японии также весьма широко распространены автоматические трансмиссии и вариаторы.
Тем не менее, спортивные автомобили (и автомобили со спортивным имиджем) часто оснащаются МКП. «Жёсткие» внедорожники (например, УАЗ) также, как правило, имеют механические коробки переключения передач, что определяется простотой их конструкции, живучестью и высокой надёжностью, хотя в последнее время даже в этом сегменте рынка наблюдается достаточно широкое использование «автоматов».
Грузовые автомобили также в большинстве случаев имеют механические коробки переключения передач, в особенности это касается большегрузных магистральных тягачей (хотя в настоящее время и для них созданы и серийно выпускаются автоматические трансмиссии, сложность и дороговизна всё ещё не позволяют им вытеснить МКП в данной области применения).